# Otto Schmid (Pädagoge)

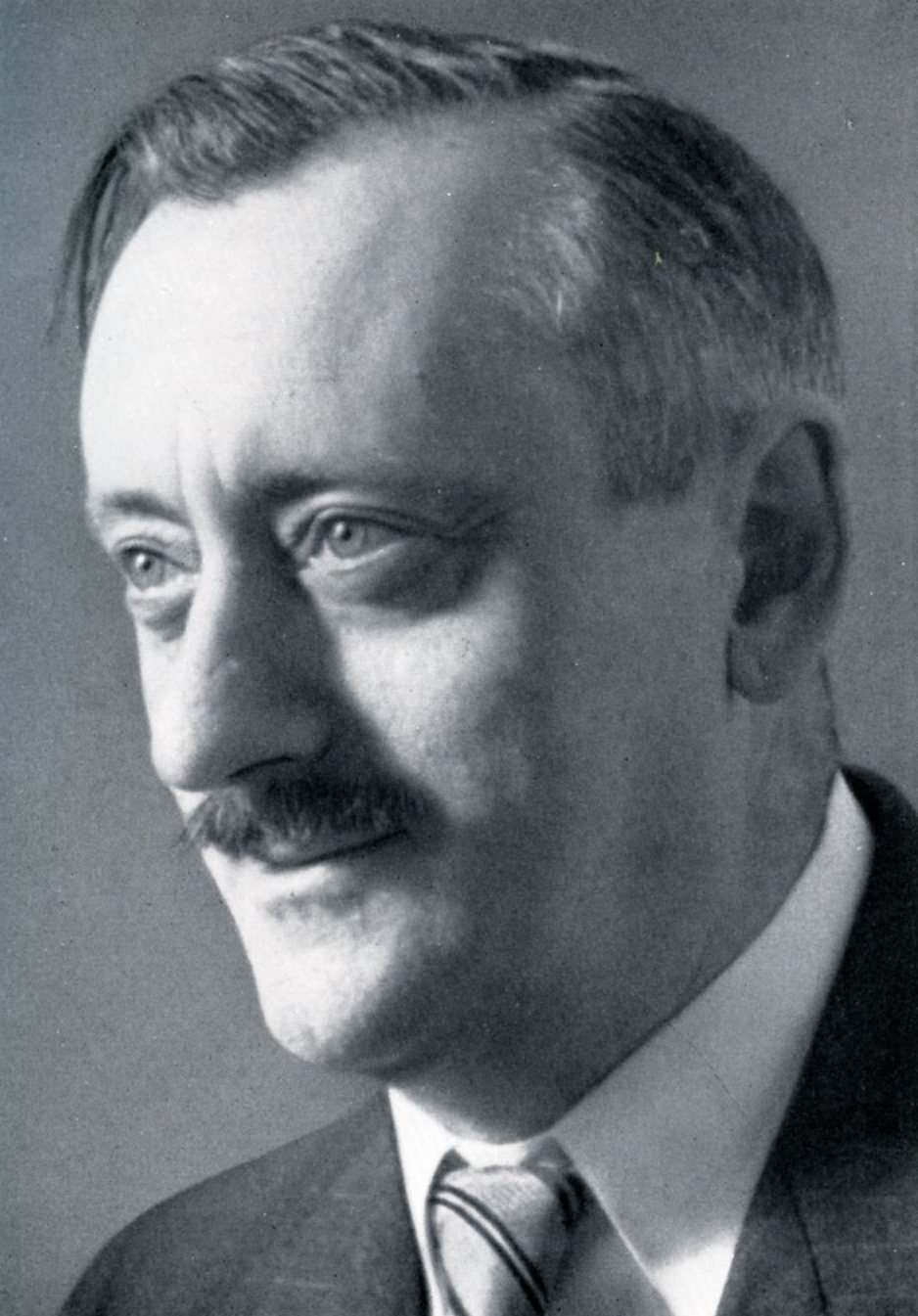
Otto Schmid, ca. 1935

Otto Schmid (* 27. Januar 1889 in Herisau; † 20. April 1974 in Trogen AR) war ein Schweizer Zeichner, Maler und Pädagoge.
Schmid arbeitete 34 Jahre an der Kantonsschule Trogen als Zeichenlehrer und wurde vor allem durch seine Aquarelle und Linolschnitte über das Appenzellerland bekannt. Künstlerisch vielseitig talentiert war er auch als Grafiker und Fotograf tätig und setzte sich für den Heimatschutz ein. Sein Nachlass stellte sich nach dem Tod seiner Gattin im Jahre 2000 als sehr umfangreich heraus.

## Leben

### Kindheit

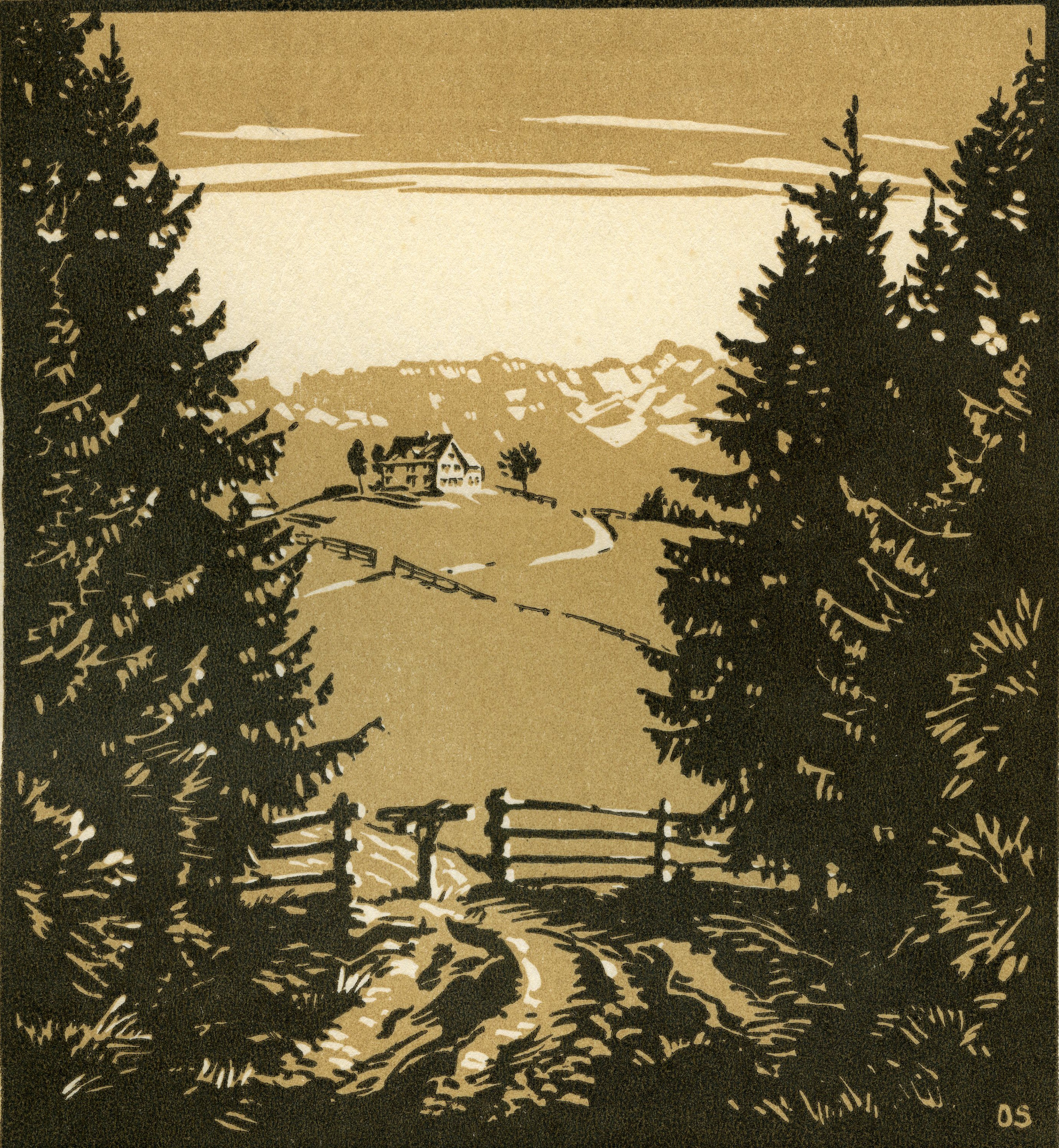
Wanderweg von Trogen zum Gäbris. Linolschnitt 1938

Otto Schmid wurde am 27. Januar 1889 in der ältesten Siedlung des Appenzellerlandes, Schwänberg-Herisau, im «Schwarzen Haus», unmittelbar neben dem sogenannten «Rathaus», geboren. Bereits ein Jahr später kam seine Schwester Louise auf die Welt. Der Vater Ulrich Schmid und die Mutter Louise Bodenmann arbeiteten, wie viele Teile der Herisauer Bevölkerung in der zweiten Hälfte des 19. Jahrhunderts, als Sticker in Heimarbeit und lebten mit den beiden Kindern in bescheidenen Verhältnissen. Als Otto fünf Jahre alt war, liessen sich die Eltern scheiden. Der Vater verheiratete sich in der Folge noch zwei Mal, hatte vier weitere Kinder und starb schliesslich 1918. Die Mutter wohnte nach der Trennung weiterhin mit den beiden Kindern in Schwänberg. Otto war daraufhin mehrheitlich auf sich selbst gestellt, da die Mutter mit dem Unterhalt der Familie beschäftigt war, und musste früh mithelfen, sei es bei den anfallenden Hilfsarbeiten in der Heimstickerei oder bei bäuerlichen Arbeiten in der Verwandtschaft. Dabei verlor er eines Tages um ein Haar seinen Finger durch einen Axtschlag: Die Mutter behandelte den beinahe abgetrennten Finger der linken Hand mit einfachen Mitteln, Arnika, Honig, Spinnweben und kleinen Schindelspänen, und konnte so gerettet werden, auch wenn er zeitlebens gefühllos blieb. Otto Schmid erinnerte sich: «Ja, das war meine Mutter, sie war eine begnadete ‹Chrüterhäx›.» 1910 heiratete Louise Schmid-Bodenmann noch einmal, zog zu ihrem neuen Mann nach Oberhelfenschwil im Toggenburg und starb 1933.

### Erstausbildung
Da damals ein Grossteil der Ausserrhoder Bevölkerung an der Wende zum 20. Jahrhundert ihr Auskommen in der Textilindustrie suchte, drängte der Vater seinen Sohn nach der Primarschule zum Beruf des Stickereizeichners. Schmid ahnte «schon vom ersten Tag an, dass sein Beruf nicht mehr gefragt ist.» Trotzdem absolvierte er eine Lehre im Unternehmen J.G. Nef, eine der grössten Herisauer Textilfirmen, welche zuerst mit Plattstichgeweben und ab 1865 mit den in Heimarbeit gefertigten Massenartikeln der Maschinenstickerei erfolgreich war. Da der Direktor Johannes Georges Nef Otto Schmid schätzte und ihn unterstützen wollte, durfte dieser nach dem Lehrabschluss, um 1909, noch ein Jahr im Betrieb weiterarbeiten. Schmids Vermutung bezüglich der schlechten Berufsaussichten als Stickereizeichner sollte sich bewahrheiten und so verschaffte er sich durch Überzeit und Nachtarbeit die Mittel für eine Zweitausbildung, um einen Ausweg aus der Krise in der Stickerei- und Textilindustrie zu finden.

### Zweitausbildung

#### Primarlehrer

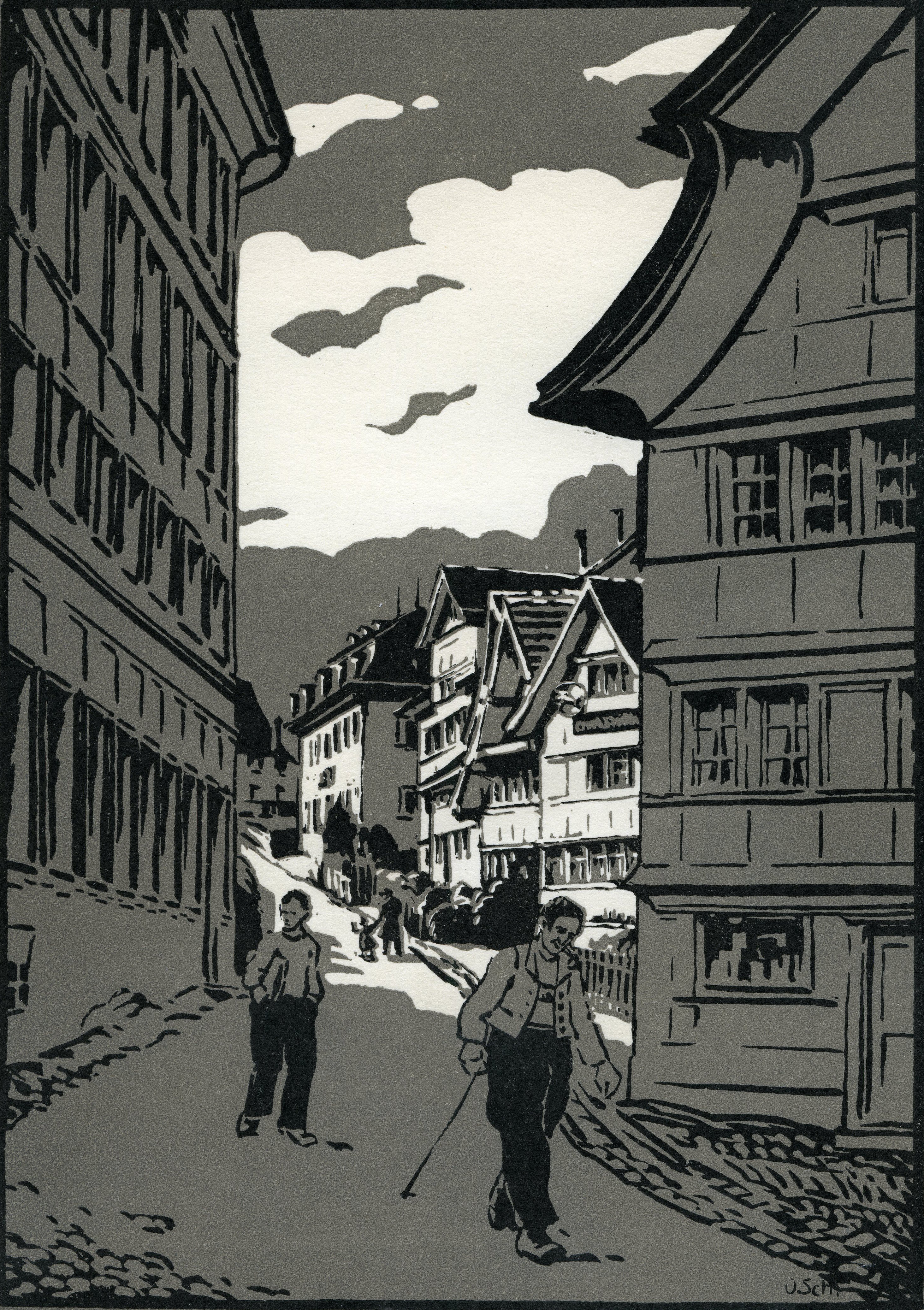
Trogen: Hinterdorf mit Blick Richtung Bahnhof, rechts «Alte Drogerie». Linolschnitt 1952

Auf Anraten des Firmenpatrons Nef wandte sich Otto Schmid nach der Rekrutenschule einem neuen Beruf zu und liess sich am Lehrerseminar in Hofwil im Kanton Bern, vermutlich von 1910 bis 1912, zum Primarlehrer ausbilden. Bereits in dieser Zeit begann Schmid, sich künstlerisch zu betätigen: So sandte er 1911 eine aquarellierte Postkarte an die zwei Jahre ältere Hedy Pfenninger, Tochter des damaligen Zeichenlehrers an der Kantonsschule Trogen Heinrich Pfenninger, mit den Worten: «Ich plage mich aquarellierend durchs Leben.» Nach der Zweitausbildung arbeitete Otto Schmid zunächst in Lauterbrunnen als Primarlehrer, zog danach zurück ins Appenzellerland und unterrichtete von 1913 bis 1916 in Wolfhalden 52 Kinder aus sechs Klassen. Während des Ersten Weltkrieges wurde er für längere Zeit in den Aktivdienst eingezogen. 1916 verlegte Schmid seinen Wohnsitz nach Trogen, wo er für den Rest seines Lebens blieb, und unterrichtete bis 1922 an der Primarschule, wie auch an der gewerblichen Fortbildungsschule. In dieser Zeit gab er unter anderem auch der Primarschülerin Elisabeth Pletscher Zeichnen; diese besuchte einige Jahre später als zweite Appenzeller Schülerin die Kantonsschule Trogen und hatte dort im gymnasialen Zeichenunterricht erneut Otto Schmid als Lehrer.

#### Zeichenlehrer
Aufgrund seiner künstlerischen Begabung beschloss Schmid, sich zum Zeichnungslehrer weiterbilden zu lassen. Dazu besuchte er zu Beginn der 1920er-Jahre die Gewerbeschule der Stadt Bern. Danach folgten kurze Aufenthalte an den Kunstakademien der Städte München und Wien.

### Kantonsschule Trogen

#### Bewerbung

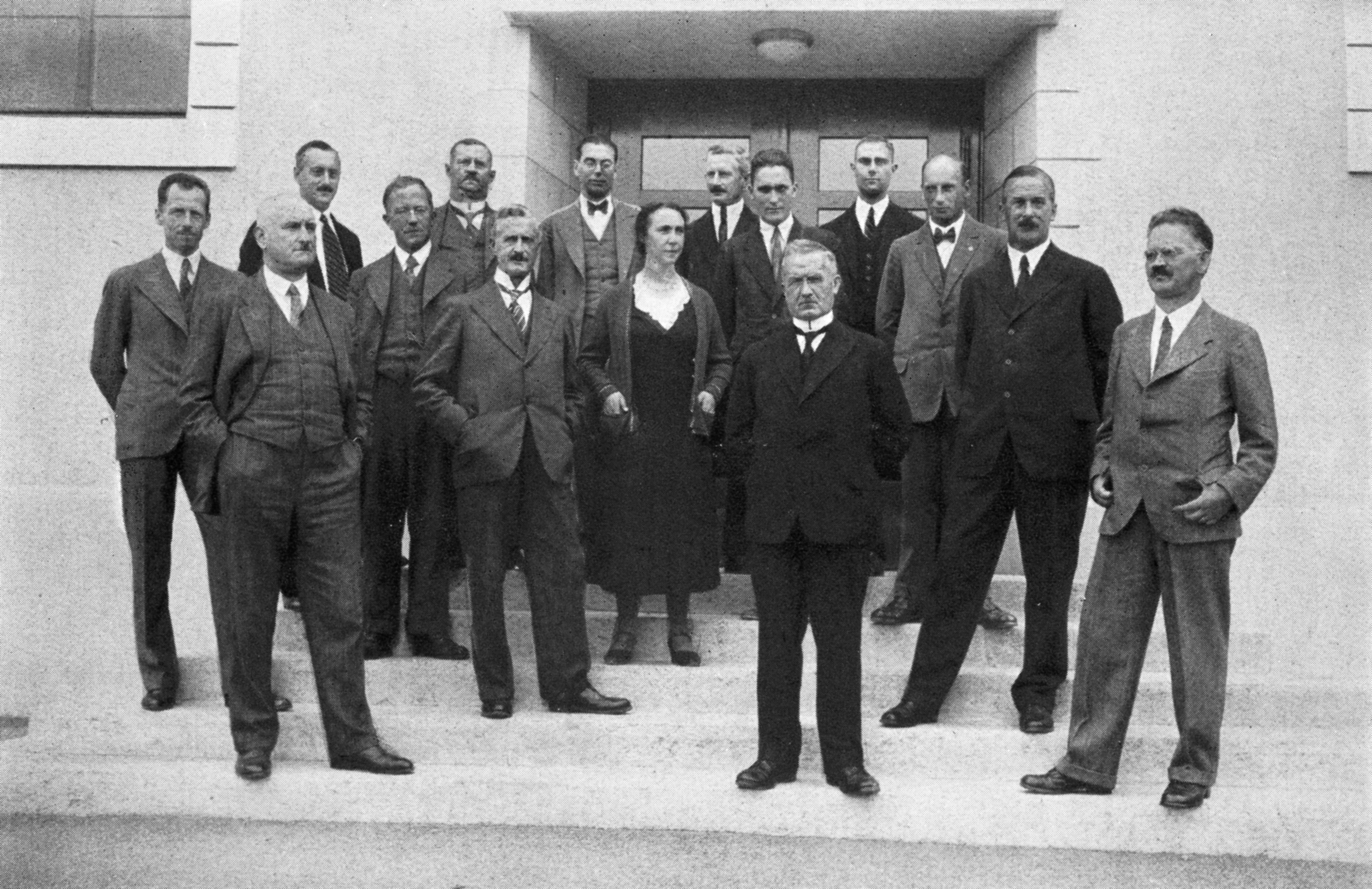
Rektor Ernst Wildi, umringt von der Lehrerschaft der Kantonsschule Trogen, 1931 (Otto Schmid, dritter von links)

Als Otto Schmid im Frühjahr 1922 die Schlussprüfungen des Zeichenlehrer-Examens in Bern absolvierte, suchte die Kantonsschule Trogen (KST) einen neuen Lehrer für Zeichnen und Kalligrafie, da der vorherige Stelleninhaber Heinrich Pfenninger, an dessen Tochter der junge Schmid 1911 eine Postkarte gesandt hatte, im April verstorben war. Mit dem neu erworbenen Patent und seinen bisherigen Unterrichtserfahrungen in Trogen hatte Schmid die idealen Voraussetzungen für eine Wahl zum Lehrer an der Kantonsschule. Als einer der Gegenkandidaten im Bewerbungsverfahren stand ihm der spätere Nebelspalter-Redaktor Carl Böckli gegenüber; Schmid überrundete bei der Wahl seinen späteren Freund, wobei jeder dem anderen attestierte, es sei vermutlich so besser herausgekommen. Erfreut über die Wahl sandte Schmid am 6. Mai ein Telegramm an Regierungsrat Tanner nach Herisau: «Habe mein Examen gut bestanden und werde nächste Woche Unterricht an der Kantonsschule aufnehmen. Rektor Wildi ist benachrichtigt. Hochachtend - Schmid Otto - Bern.» Die restlichen 34 Jahre seines Berufslebens bis zu seiner Pensionierung 1956 arbeitete Schmid engagiert als Zeichenlehrer an der KST. So hatte es der Junge aus ärmlichen Verhältnissen «durch Talent und Disziplin vom Stickereizeichner zum Professor an einer Kantonsschule und damit zu einer verhältnismässig sicheren beruflichen Stellung sowie zu entsprechend gesellschaftlichem Ansehen gebracht.»

#### Zeichenunterricht

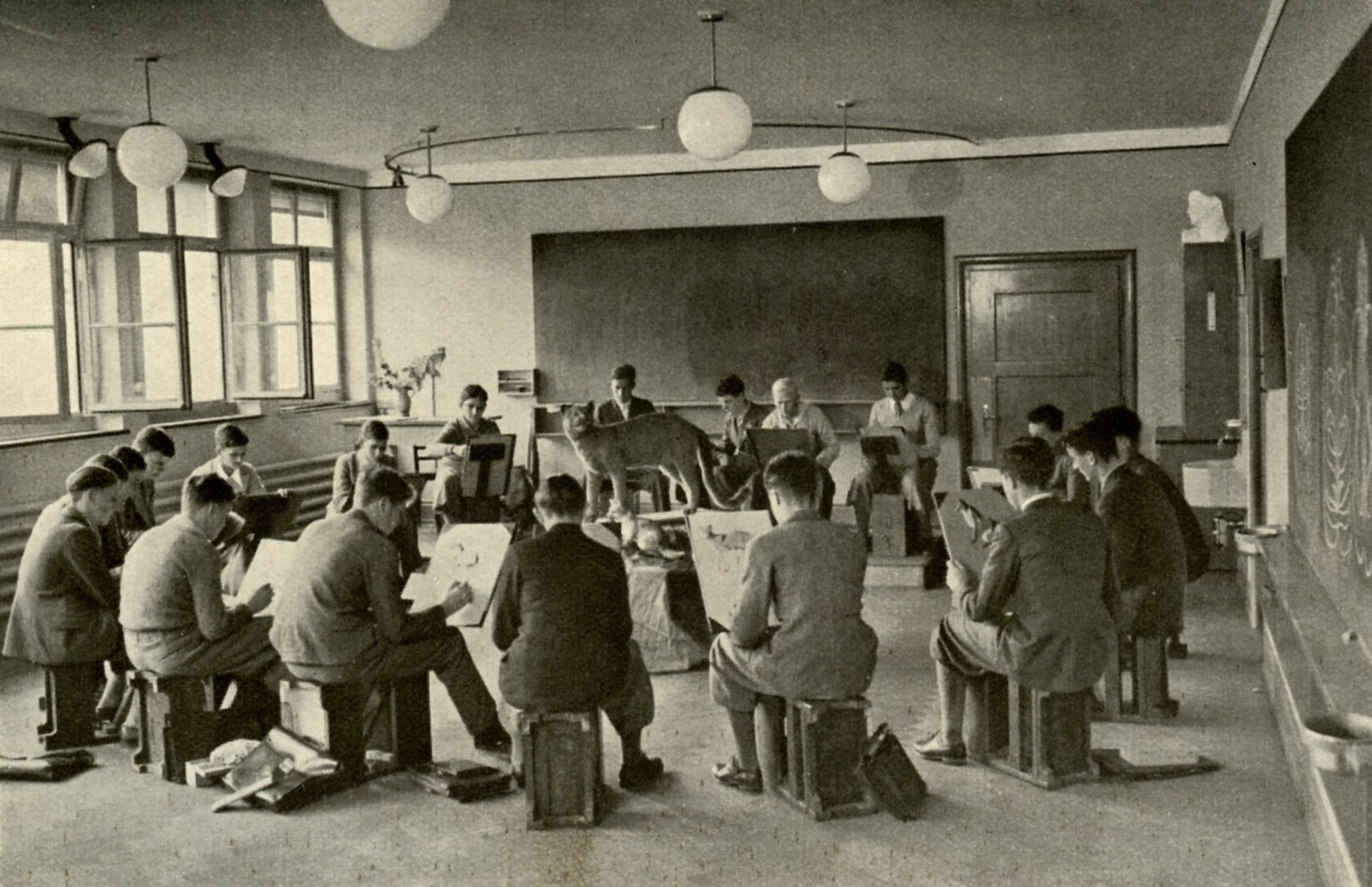
Unterricht im neuen Zeichnungssaal des «Roten Schulhauses», 1935

Neben seiner Haupttätigkeit an der KST unterrichtete Schmid von 1922 bis 1932 parallel noch an der Gewerbeschule in Trogen, die damals im Fünfeck-Palast untergebracht war. Bereits 1926 wurde er von der Kantonsschulkommission definitiv zum «Lehrer für Zeichnen, darstellende Geometrie und Kalligraphie» gewählt und erhielt den damals üblichen Titel «Professor». Als 1931 der Erweiterungsbau des «Roten Schulhauses» fertiggestellt war, unterrichtete Schmid im neu erstellen Zeichensaal des obersten Stockwerks. In einem der beiden Nebenzimmer unter der Dachschräge richtete er sich eine Dunkelkammer ein, das andere benutzte er, um allerlei Gegenstände als Zeichenvorlagen für den Unterricht zu verstauen: Alltags- oder exotische Objekte, naturhistorische Präparate, Pflanzen und eine Sammlung von Blumenvasen. Von seinen Schülern wurde Otto Schmid «Fädeli», «Fade» oder «Fadegrad» genannt; dies, weil er den Ausdruck «fadegrad», auch im Bezug auf seine Erstausbildung in der Textilindustrie (Schussfaden), oft im Unterricht verwendete. Zudem gab sich Schmid nicht mit krummen Sachen zufrieden: Sein Unterricht zeichnete sich vorwiegend durch die Vermittlung eines pragmatischen, sauberen und technisch einwandfreien gestalterischen Vorgehens aus. Er legte viel Wert auf das exakte Erfassen und das Wiedergeben von konkreten Motiven wie Landschaft, Architektur, Porträts oder Stillleben, sowie auf die Beherrschung der künstlerischen Techniken, beispielsweise das Perspektivzeichnen.
Ein ehemaliger Gymnasiast beschrieb Schmids Unterricht rückblickend wie folgt: «Wir Schüler lernten bei ihm das genaue Beobachten, das Vergleichen von Formen und Farben, Licht und Schatten, das Zeichnen mit Bleistift und Kohle, den Linolschnitt, den Umgang mit Aquarell- und Deckfarben. Seltener liess er einzelne auch Einblicke tun in die Technik der Radierung, der Ölmalerei etc. Bewusst pflegte er mit seinen Schülern die Grundlagen des Zeichnens und Malens und wollte nicht für eine zu frühe Künstlereinbildung verantwortlich sein. Auch das reine Gestalten von Bildern ohne gegenständlichen Vorwurf lehnte er für seinen Unterricht ab, weil auf diesem Gebiet auch in der grossen Kunst das Echt-Gültige vom Hochstaplerischen oft nur schwer zu unterscheiden ist.» Walter Schläpfer, der 1929 als Schüler nach Trogen kam und später selbst Lehrer und Prorektor an der Kantonsschule wurde, bemerkte dazu: «Von 1922 bis 1956 brachte er seinen mehr oder weniger gelehrigen Schülern das Zeichnen und Malen bei, wobei er sich als weiser und humaner Lehrer immer der Grenzen seiner Möglichkeiten in einem auf das Künstlerische ausgerichteten Fach bewusst blieb: Den Talentierten mochten wenige gute Ratschläge genügen, den Unbegabten aber lieh er jene Hilfe, deren sie bedurften, um im Maturitätsfach Zeichnen wenigstens eine genügende Note zu erreichen. Im Vordergrund stand das gegenständliche Gestalten; vor allem sollten die Schüler zuerst genau zeichnen lernen, bevor sie sich der ‹höheren Malerei› zuwandten. Dem Aufschwung der abstrakten Kunst, deren Spitzenleistungen er wohl anerkannte, stand er skeptisch gegenüber, und er konnte träfe Sprüche über gewisse Extravaganzen des modernen Kunstbetriebs äussern.»
Otto Schmid war unter Schülern und Lehrerkollegen auch bekannt für seinen Humor und seine Wortspiele. Als 1930 das Kadettenkorps Trogen nach Lugano im Kanton Tessin reiste, wurde aus Zeitgründen das übliche Gefecht gestrichen und die Kadettenkommission entschied, den Ausflug ohne Gewehr durchzuführen. Gegen diesen Beschluss erhob sich aber in der Schülerschaft eine heftige Opposition, man erachtete das Ausrücken einer gewehrlosen Kompanie als unwürdig. Noch einmal Walter Schläpfer: «Die Lehrerschaft gab nach, anstelle eines Gefechts trat eine Gewehrsalve, die jedoch mangels Training so kläglich ausfiel, dass unser notorischer Wortverdreher Professor Otto Schmid meinte, diese Salve auf dem San Salvatore sei eine ‹Tore-Salve› gewesen.»

#### Berufliches Engagement

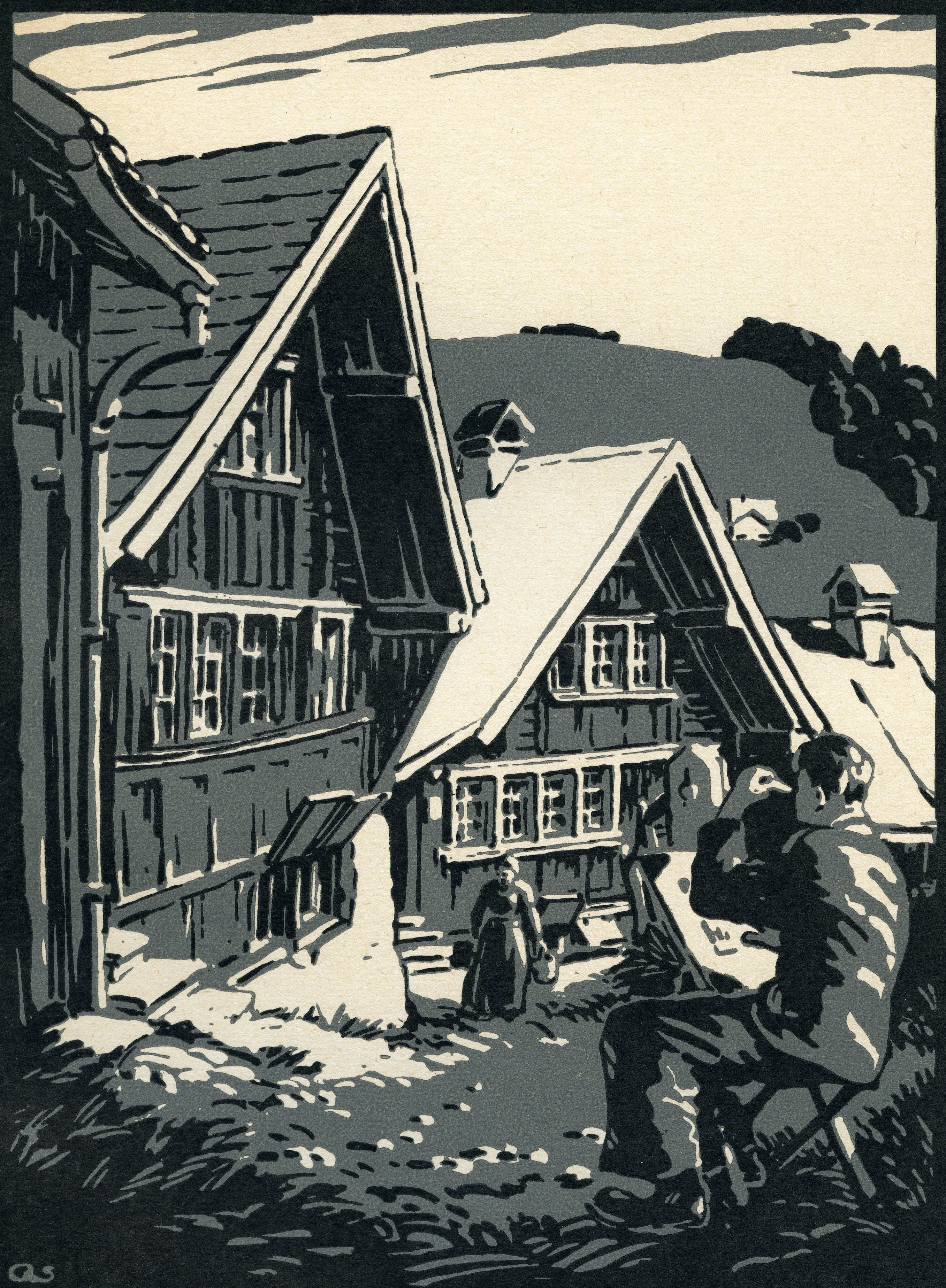
Schüler beim Skizzieren in der Steingasse, Trogen. Linolschnitt 1943

Als Schmid 1926 von der kantonalen Reallehrerkonferenz angefragt wurde, ob er ein Referat zum Thema Kunst halten würde, sage er zu und hielt in Herisau einen ausführlichen Vortrag, in welchem er vor allem die Bedeutung und den positiven Einfluss des Kunstunterrichtes betonte: «Die Tatsache, dass Sie sich für Erziehung zum künstlerischen Sehen und für Geschmacksbildung interessieren, zeigt, dass sich endlich auch bei uns, wenn auch sehr schüchtern und langsam, doch die Erkenntnis durchringt, dass gewisse Dinge in unserer schematisierten und typisierten Erziehung jahrzehntelang entweder unterdrückt oder als ganz unbedeutende Nebensachen behandelt wurden, die nun plötzlich der heutigen Jugend fehlen. […] Immer noch kommt in der Schule die Geschichte der aufbauenden menschlichen Arbeit gegenüber der zerstörerischen zu kurz. Gewiss sollen die zukünftigen Staatsbürger denken lernen; es könnte aber nichts schaden, wenn sogar künftige Staatslenker menschlich fühlen müssten.»
Schmid war während Jahren aktiv in der «Internationalen Vereinigung für Kunstunterricht, Zeichnen und angewandte Kunst», wo er unter anderem auch die Rolle des Generalsekretärs ausübte. 1935 konnte er vom 9. bis zum 16. August den «7. Internationalen Kongress für Zeichnen, Kunstunterricht und angewandte Kunst» in Brüssel besuchen: 600 Fachleute aus aller Welt trafen sich zwecks Vernetzung und Austausch. Vier Monate später berichtete Schmid in einem ausführlichen Brief an Rektor Wildi und den Regierungsrat: «Von überall her kamen Grüsse von Kollegen, die der gegenwärtigen politischen und wirtschaftlichen Lage, besonders aber der Valutaschwierigkeiten wegen, nicht nach Belgien reisen durften. […] Um das Möglichste für die Schule herauszuholen, gab ich einige Tage zu und besuchte, über Paris fahrend, die Kunstsammlungen im Louvre und in Versailles. In die besten Sammlungen Belgiens wurden wir offiziell geführt, und die Weltausstellung gab uns in der der ‹Alten› und ‹Modernen› Kunst und in den Ausstellungen über Schulzeichnen eine Übersicht über das künstlerische Schaffen, die mir bisher gefehlt hat und die sich bestimmt heute oder morgen im Schulbetrieb vorteilhaft auswirken wird. Diese Übersicht ist das, was ich suchte, nicht das Lernen am Detail, das gerne zur Übernahme art- und wesensfremder Techniken verleitet. Ich durfte konstatieren, dass der Zeichenunterricht an unserer Kantonsschule grundsätzlich wohl richtig geht, wenn wir auch bis heute für das Experimentieren mit allerneusten psycho-ästhetischen Problemen weder genügend Zeit noch Interesse aufbrachten. Ich wurde in meiner Meinung bestärkt, dass zur Ausübung irgendeiner Kunst das rein handwerkliche Können wesentlich ist und werde darum auch in Zukunft auf die Erlangung einiger Techniken, den unerlässlichen Mitteln zum künstlerischen Ausdruck, grosses Gewicht legen, ohne jedoch einer etwas freier künstlerischen Ausdrucksweise den Weg zu verbauen. Von besonderem Wert war für mich die persönliche Fühlungnahme mit hervorragenden ausländischen Fachleuten. Ich erfuhr dabei von Tschechen, Finnen, Polen, besonders aber auch von Jugoslaven und Ungarn, also durchwegs von Vertretern jüngerer Staaten, denen sich die Schweden anschlossen, dass dort das Schulzeichnen in etwas neuerer Form immer mehr zu einem eminent wichtigen Hauptfach wird, weil man an leitender Stelle den Wert der Geschmacksbildung für die Volkswirtschaft […] erkannt hat und die nötigen Konsequenzen zieht.»

#### Pensionierung
1956 trat Otto Schmid im Alter von 67 Jahren in den Ruhestand. Im jährlich erscheinenden Mitteilungsheft des Kantonsschulvereins (KVT), dem Zusammenschluss aller ehemaligen Schüler der KST, stand zu seiner Pensionierung unter anderem: «Professor Otto Schmid […] hat seinen weissen Mantel in den Kasten gehängt und erklärt, er habe jetzt genug geschulmeistert. Rheumatische Beschwerden bereiteten ihm in den letzten Jahren schon auf dem Schulweg viel Missvergnügen; kein Wunder, dass ihn dazu die schlechten Manieren von Schülern, die auch lieber zu Hause geblieben wären, oft verdrossen und etwas mürrisch machten. So sei es denn jetzt eben genug, trotz des vielen Schönen im Lehrerberuf!»

### Familie
Anfang der 1930er-Jahre erwarb Schmid das sogenannte «Doktorhaus» im Vorderdorf 57 (heute Unterdorf 6) in Trogen, unweit des Landsgemeindeplatzes an einer steilen Gasse gegen Osten, wo er bis zu seinem Tod wohnhaft blieb. 1932 heiratete er die 16 Jahre jüngere Hildegard Meyer. Die ausgebildete Hauspflegerin war die Tochter des Herisauer Juristen, Politikers und Säntisbahn-Gründers Carl Meyer. Gemeinsam hatten die beiden zwei Söhne und zwei Töchter. In seiner Freizeit war Otto Schmid auch der Musik sehr zugetan: Er sang im Männerchor Trogen und spielte selbst Geige und Holzflöte. Ebenfalls engagierte er sich in der Kronengesellschaft, und während des Zweiten Weltkrieges war er Ortswehr-Kommandant und in dieser Funktion mit der ganzen Bevölkerung in Kontakt.

### Pensionat Schmid

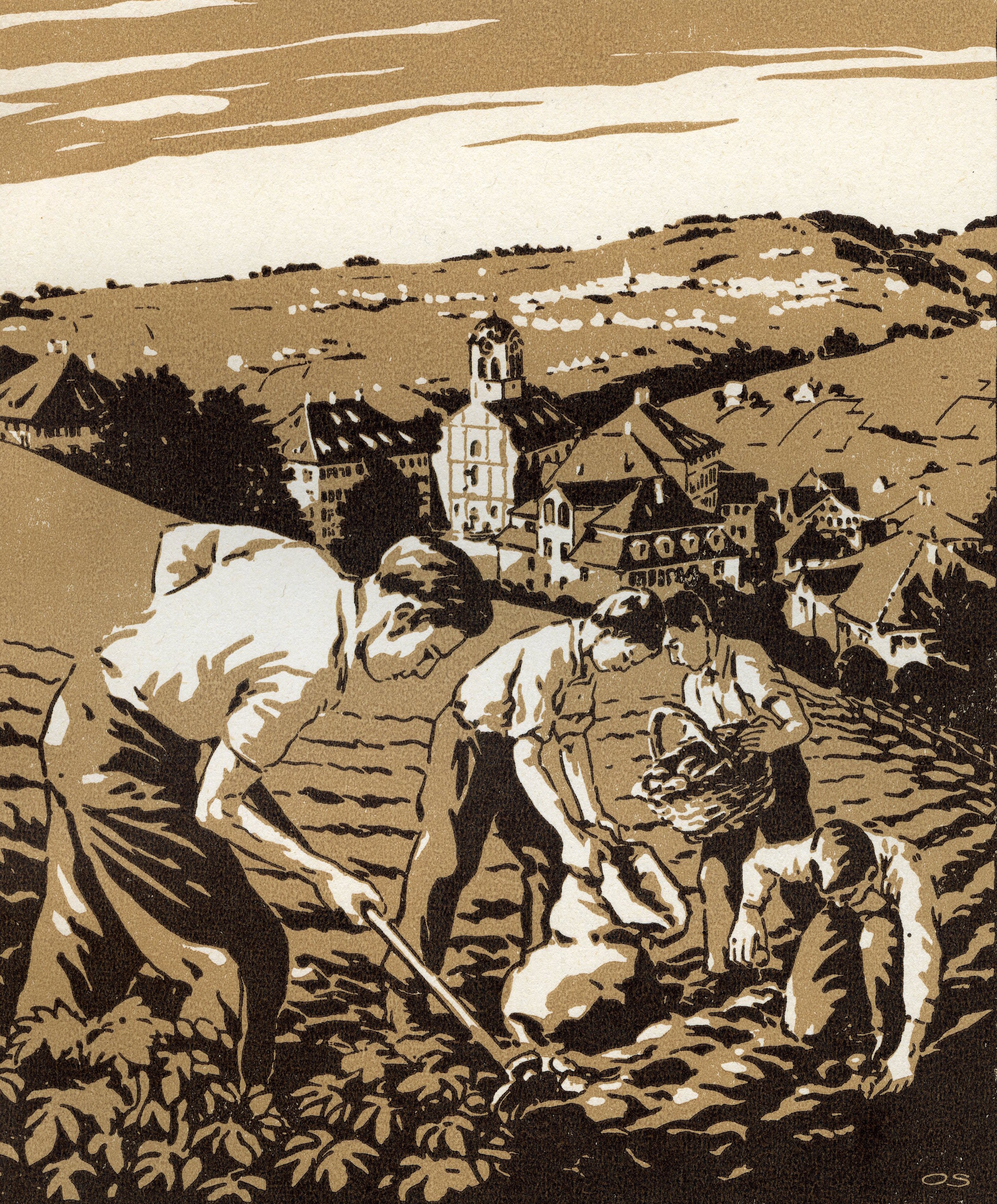
Selbstversorgung im Zweiten Weltkrieg auf der «Schülerwiese», südlich des Landsgemeindeplatzes Trogen. Linolschnitt 1941

Beinahe 20 Jahre lang (von 1937 bis 1952 und von 1960 bis 1964) führten Otto und Hildegard Schmid, unterstützt von zwei Aushilfen, in ihrem Wohnhaus eine Pension mit mehreren Schülern. Da früher die meisten Gymnasiasten gezwungen waren, während der Schulzeit in Trogen zu wohnen, weil die öffentlichen Verkehrsmittel das Pendeln noch nicht erlaubten und die Kapazität des Knabenkonviktes der KST beschränkt war, gründeten etliche Familien aus Trogen ein Pensionat. Auch die meisten Kantonsschullehrer waren mit ihren Gattinnen zu einem solchen Schritt gezwungen, da die damals bescheidenen Gehälter kaum ausreichten. Der Auslandschweizer Armando Caflisch-Himmel aus dem sizilianischen Catania lebte zwischen 1936 und 1942 im «Pensionat Schmid» und erinnerte sich 1996 daran zurück: «Das Schicksal war mir gnädig, indem der damalige Zeichnungslehrer, Professor Otto Schmid (Fädeli), beschlossen hatte, in seinem Appenzeller Haus auch einige wenige Schüler aufzunehmen. Für mich ein Glück, denn obwohl er oft gestänkert hat, war er ein liberaler und höchst musischer Mensch, den wir, vorerst drei, später bis acht Pensionäre, sehr schätzten. Er hat uns vertraut, und im Rahmen des Möglichen recht viel Freiheit gelassen. So zum Beispiel erhielt jeder von uns einen eigenen Hausschlüssel mit der Bemerkung, wir sollten uns nach überzogenem Ausgang nicht erwischen lassen, was wir auch strikte einhielten. Frau Professor, eine noch sehr jugendliche und liebenswerte Frau, war uns allen ein guter Kamerad nebst Pensionsmutter, und sie intervenierte häufig, um Wogen zu glätten. […] Von den acht Pensionären waren drei Schweizer aus Italien, die zu jener Zeit mit den eigenen Eltern kaum kommunizieren konnten, weshalb uns die Familienatmosphäre bei Schmids wohl bekam. So liessen uns die Fädelis unsere italienischen Spezialitäten kochen, oder wir fuhren mit ihnen an den Jahrmarkt nach St. Gallen, wo sie aktiv mitmachten. Jährlich durften wir unter irgendeinem Motto (zum Beispiel «Beduinen-Abend») ein Pensionsfest abhalten, an dem wir Freunde und selbst Mädchen einladen durften.» Während der Anbauschlacht im Zweiten Weltkrieg wurden der Bevölkerung von der Gemeinde Landparzellen zugesprochen, auf welchen sie Gemüse und Kartoffeln anbauen musste. Da die Familie Schmid wegen der Pension eine umfangreiche Anzahl an Personen zu ernähren hatte, wurden ihr vier «Pflanzblätz» an unterschiedlichen Orten zugeteilt. Dank des eigenen Gemüses, sowie den Rationierungsmarken für die vielen im Haushalt lebenden Personen, überstand die Familie mit ihren Pensionären die Kriegszeit ohne Not.

### Tod
1974 verstarb Otto Schmid mit 85 Jahren in Trogen. Seinen Humor hatte er bis zum Schluss beibehalten. Bei einer der letzten regelmässigen Zusammenkünfte mit Kollegen und Freunden in der «Krone» stand er vor dem Spiegel der Garderobe und sagte, sich selber betrachtend: «Auch die Spiegel sind nicht mehr das, was sie früher waren.» Im Nachruf auf seinen ehemaligen Zeichnungslehrer und Arbeitskollegen schrieb Walter Schläpfer: «Was immer er übernahm, führte er genau und zuverlässig durch: In der Schule und in seinem geliebten Garten, als Theaterdekorateur und als Regisseur [bei Theaterinszenierungen am Schülerabend der KST], als Zeichner und als Fotograf. Er lebte in den Dingen und stand gleichzeitig über ihnen. Er liebte das Detail und wahrte gleichwohl Distanz. Mit seinem Humor, seiner feinen Ironie, seinen originellen Einfällen, den unerschöpflichen Wortspielen und Wortverdrehungen fand er im Gespräch dankbare Zuhörer, die manche seiner ‹Sprüche› nicht vergessen werden. Viele dieser scheinbar leicht hingeworfenen Bonmots waren indessen recht hintergründig und liessen gelegentlich vergessen, wie ernst er das Leben auffasste, wie empfindsam seine Seele war und wie verantwortungsbewusst er bei jeder ihm gestellten Aufgabe dachte und handelte.»

## Werk

### Kunstverständnis, Stil

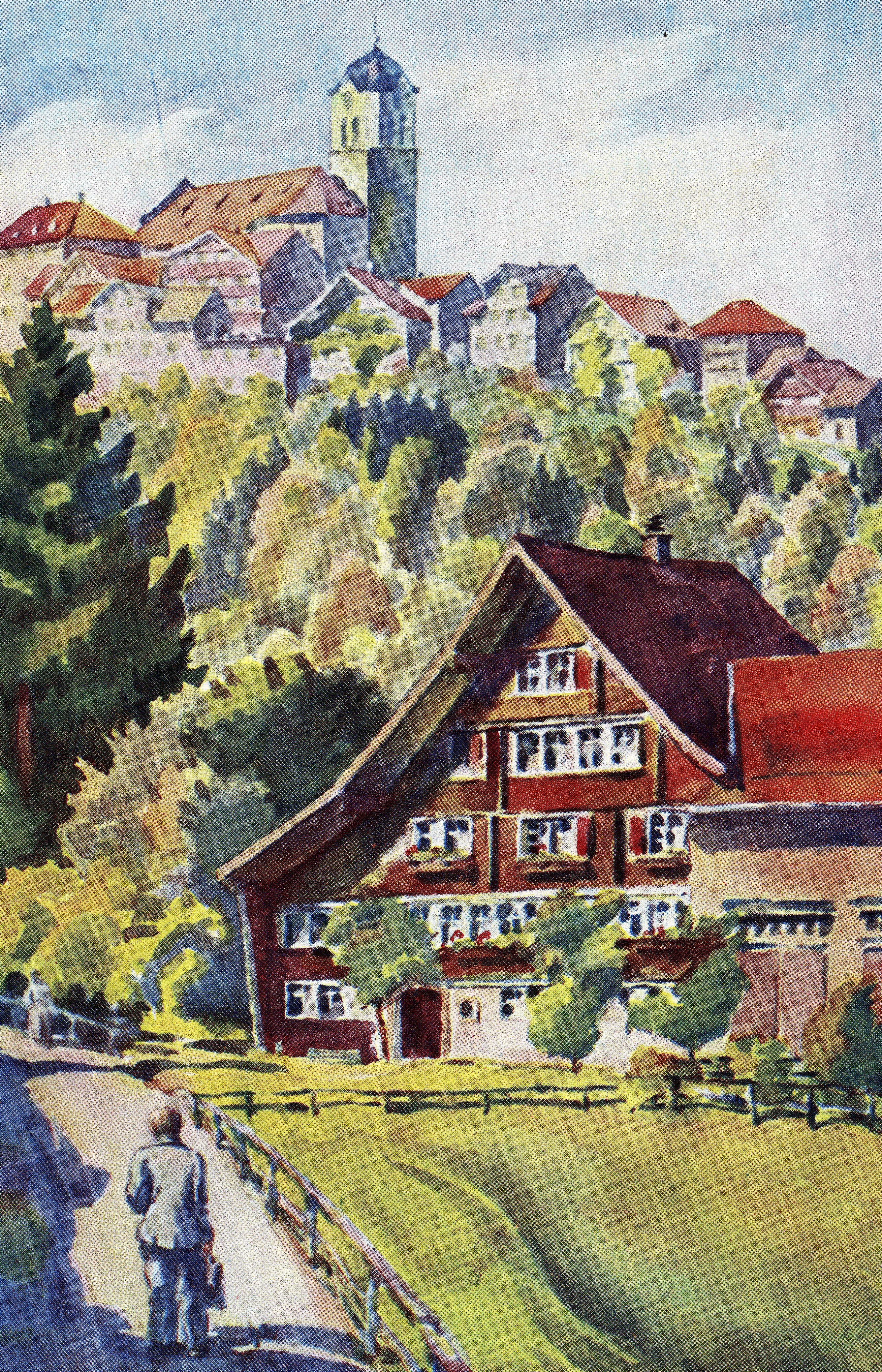
Trogen mit reformierter Kirche, von der «Bleiche» her gesehen. Aquarell 1946

Schmid glaubte an die Kraft der Kunst und ihre positive Wirkung auf den Charakter: «Persönlich neige ich eher zu der Ansicht Stiehls: ‹Bildende Kunst ist die Tätigkeit, durch die der Künstler den Dingen eine solche Form gibt, dass sie im Beschauer die vom Künstler gewollten Stimmungen wecken oder bestärken.› Ein Gegenstand wird dadurch zum Kunstwerk, dass er von seinem Schöpfer einen Stimmungsgehalt empfängt, stark genug, um im Beschauer gleiche Stimmung auszulösen. Die bildende Kunst will […] in einer internationalen Sprache unter Umgehung des immer interessierten Verstandes direkt zu uns reden, sie will uns zeigen, wie wir Werden, Sein und Vergehen, Freude und Leid, mit einem Wort die Natur sehen lernen sollen.» Schmids Motive waren stets volksnah und Abbilder der Umgebung, in der er lebte. Diesbezüglich bemerkte er: «Nicht beliebigen fremdländischen Vorbildern auf schlechten Abbildungen soll man nacheifern, sondern das Eigene vor Ort gestalterisch erfassen und wertschätzen.» Isabelle Chappuis vermerkte in ihrer Begleitschrift zur Ausstellung von Otto Schmids Werk: «Mit zeitgenössischen Strömungen oder Kunstschaffenden setzt sich Otto Schmid nicht konkret auseinander, oder es sind zumindest keine Spuren mehr davon erhalten. Er findet seinen Halt im naturalisierenden Stil des späten 19. Jahrhunderts und nähert sich nur zaghaft den postimpressionistischen Strömungen in der Schweiz zu Beginn des 20. Jahrhunderts. Über das aktuelle Kunstschaffen schreibt er 1926: ‹Sie werden sehr bald erkennen, dass ein grosser Teil der heutigen Kunstproduktion reine Verstandesarbeit statt Gefühlsarbeit ist, also falsch verstandene wissenschaftliche Leistung, gemalte Psychologie und anderes mehr ohne künstlerischen Wert› […] Obwohl Otto Schmid mit Carl Böckli, dem Nebelspalter-Karikaturisten, eng befreundet ist und sicherlich auch den anderen profilierten politischen Zeichner, Jakob Nef (1896–1977) aus Herisau, kennt, finden aktuelle Ereignisse – die zwei Weltkriege oder die Weltwirtschaftskrise – kaum Niederschlag. Einzig aus der frühen Zeit sind einige Werke mit symbolistischem Gehalt erhalten, die auch Erfahrungen wie Tod, Schmerz und Verzweiflung thematisieren.» Die «Kunst-Sprache», welche Schmid einsetzte, um «gewollte Stimmungen zu wecken», war stets eine naturalistische Darstellungsweise, eine Gegenständliche Kunst, die meist die Technik des Aquarells oder des Linolschnitts verwendete. Er signierte und datierte seine Frühwerke teilweise noch «O. Schmid», «Otto Schmid», «Schmidotto», verzichtete jedoch ab Mitte der 1920er Jahre meist darauf, weshalb die Datierung seiner Werke von diesem Zeitpunkt an schwierig wird, da sich sein Stil durch die Jahrzehnte nur wenig änderte.

### Nachlass
Als Otto Schmids Nachkommen im Jahre 2000 das Haus im heutigen Unterdorf 6 räumten, stiessen sie unter den Dachschrägen auf ungezählte Zeichnungen und Gemälde, auf Fotografien, Grafikentwürfe und auf Druckstöcke. Sogar zahlreiche Schülerarbeiten hatte ihr Vater aufbewahrt. «Die Werke waren im Haus versteckt. Es ist für die Familie nach wie vor ein Rätsel, wie so viele Bilder verborgen bleiben konnten.» In aufwändiger Arbeit sortierte die Erbengemeinschaft den Nachlass und beschloss, ihn der Kantonsbibliothek Appenzell Ausserrhoden in Trogen zu schenken, damit das Konvolut zusammenblieb und fachgerecht aufbewahrt wurde. Die Werke wurden ab 2008 von der Kantonsbibliothek entgegengenommen, woraufhin die Inventarisierung des über 1000 Objekte umfassenden Nachlasses erfolgte. Als Resultat dieser Arbeit wurde 2016 zum ersten Mal ein repräsentativer Ausschnitt von Schmids Schaffen der Öffentlichkeit vorgestellt: Vom 13. Mai bis zum 23. Oktober fand im Museum für Lebensgeschichten in Speicher eine Ausstellung statt.

### Appenzellerland

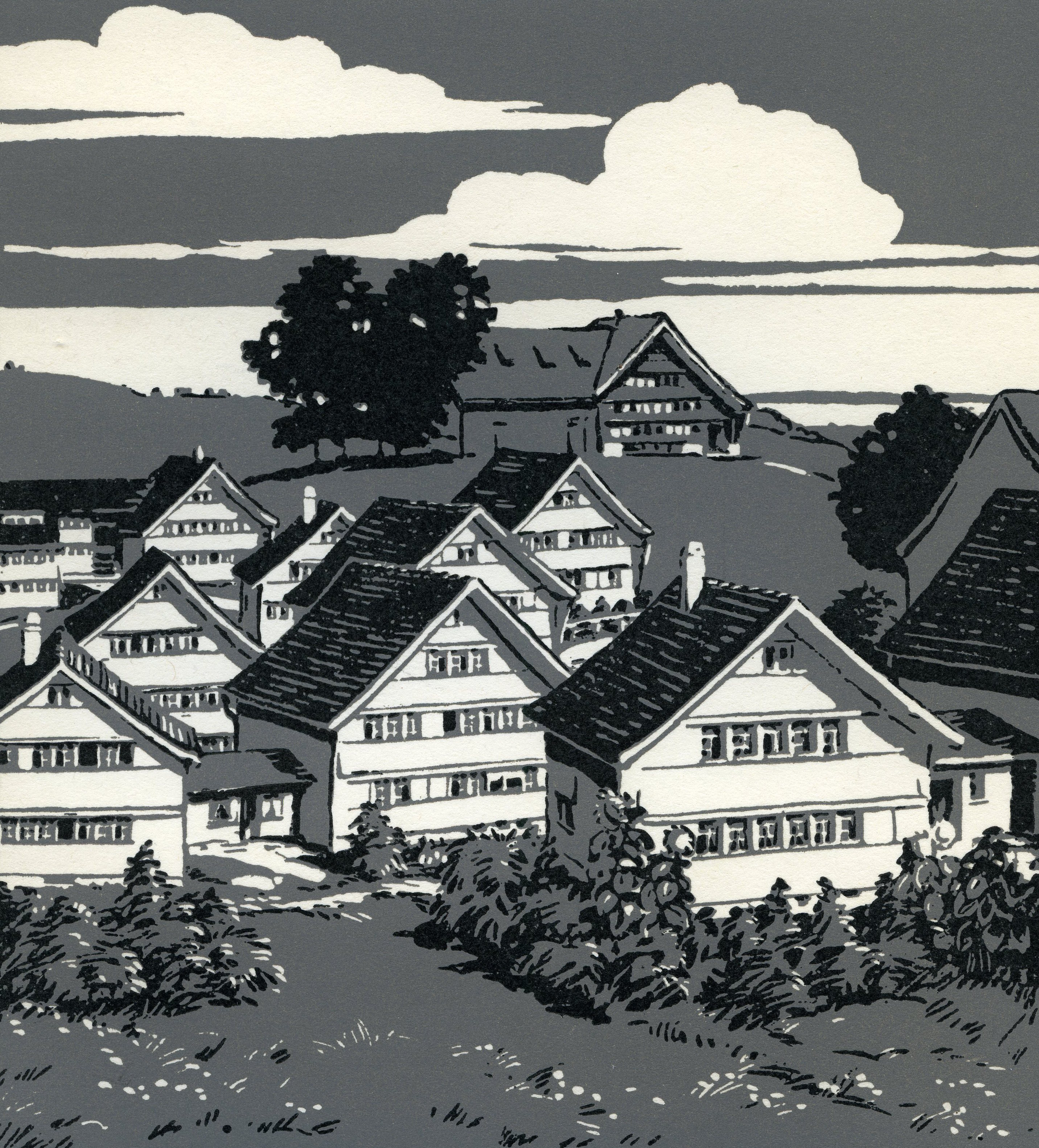
Kinderdorf Pestalozzi. Linolschnitt 1948

Otto Schmid hatte hunderte von Aquarellen und Linolschnitten angefertigt, vorwiegend mit Trogener Motiven, der Appenzeller Landschaft und deren traditionellen Streusiedlungen. Appenzellern der älteren Generation waren seine Dorfansichten vom Jahreskalender der Appenzeller Zeitung oder von Abreisskalendern her vertraut. Somit hatte Schmid selbst ein wenig das Erbe des von ihm bewunderten appenzellischen Zeichners Johann Ulrich Fitzi, der von 1838 bis 1842 ebenfalls an der Kantonsschule Trogen als Zeichenlehrer tätig war, angetreten. Zu Schmids Pensionierung war in den «KVT-Mitteilungen» zu lesen: «Er sieht gerne, wie hier das Kleinste geachtet und sauber gepflegt wird, eingehagt jedes Wiesli, säuberlich getrennt das Eigene vom Nachbarn, und wie die Häuser mit zierlichen Formen geschmückt werden. Mit seinem Sinn für Humor passt er sich vollends in das Charakterbild der Appenzeller ein. […] Als Künstler sind ihm die gefälligen Formen und die Schönheiten Trogens immer Anregung gewesen. Von allen Seiten hat er das Dorf dargestellt und seine Stimmungen eingefangen: Den sommerlichen Duft in Aquarellen, die Winterstille in Linolschnitten. Reproduktionen seiner Aquarelle begegnet man noch in manchem Haus, denn so wie er Trogen sieht, so sehen es viele Appenzeller. Andere Dorfbilder folgten, und auch diese sind in manchen Gemeinden zu gültigen Formulierungen geworden. Es gelingt Otto Schmid immer, die appenzellische Landschaft und ihre Dörfer besonders typisch darzustellen.» Und in seinem Aufsatz «Unser Land und wir» schwärmt Otto Schmid über die Vorzüge seiner Heimat und schreibt unter anderem: «In recht vielen Belangen dürfen sich Land und Volk von Appenzell sogar ohne jede Überheblichkeit rühmen, einzig dazustehen. Oder wollen Sie etwa bestreiten, dass Appenzell als einziger Schweizerkanton sich ohne einen einzigen Meter Bundesbahnen behelfen müsse? Der Appenzellerhumor sieht aber darin einen gewissen Ausgleich, dass Bern uns grosszügig gestattet, trotzdem die Schuldenlast der SBB mittragen zu helfen.»

### Kantonsschule
Neben dem Appenzellerland setzte sich Otto Schmid auch immer wieder mit der Kantonsschule Trogen künstlerisch auseinander. So fertigte er meistens die Kulissen für den jährlich stattfindenden «Schülerabend» mit seinen Schultheater-Aufführungen an, oder er kreierte 1931 das Abgangszeugnis für die Schüler der Handelsabteilung mit dem Motiv Merkurs mit geflügeltem Helm. Auch nach seiner Pensionierung stellte er sein Talent weiter zur Verfügung: So verfasste er eine Kunstbetrachtung zum neuen KST-Brunnen des Bildhauers Wilhelm Meier (von 1894 bis 1897 selber Schüler an der KST) und schrieb dazu: «Die Figur [gemeint ist die beinahe drei Meter hohe Steinfigur eines Knaben auf einer Ecke des Brunnenrandes] will wohl Wesen und Ziel der ‹Bildung› sicht- und greifbar gestalten: Schwere, amorphe Materie nimmt unter Einwirkung des ordnenden Geistes Form und Gestalt an. Ungefüg und massig zuerst, wächst dann das Gebilde aufsteigend sich verfeinernd der Vollendung entgegen. Aber nicht mühelos geradlinig vollzieht sich die Entwicklung; in einer mehrfach gekrümmten Schlangenlinie oder Spirale zwingt sich der Weg am rechten Fuss beginnend durch den noch erdingen Körper über den linken Arm und die Schultern in den erhobenen rechten Arm und schwingt dann energiegeladen in die geballte Faust, Symbol des befreiten Willens. Sieg des Geistes über die Materie - wenigstens in der ersten Runde!» 1964 entwarf er zusammen mit Andreas Branger die Sonnenuhr für die Westfassade des «Annex»-Neubaus. Die damalige KVT-Präsidentin Elisabeth Pletscher notierte im Jahresbericht: «Die echt appenzellische, anfängliche Skepsis dieser Idee gegenüber verschwand immer mehr, die Wand erschien immer kahler und schon in der Sommersitzung war der Vorstand einstimmig der Ansicht, dorthin gehöre eine Sonnenuhr. […] Herr Prof. Otto Schmid liess sich gewinnen, die künstlerische Gestaltung zu übernehmen, und das Projekt ist schon soweit gediehen, dass das Haus von Herrn Prof. Schmid beinahe nicht mehr ausreicht, die riesigen Zeichnungen zu fassen!» Schmids bleibendstes Verdienst an der KST sind allerdings die Gestaltung der Titelbilder für die «KVT-Mitteilungen»: Der Kantonsschulverein Trogen (KVT) entstand 1921, ein Jahr bevor Schmid als Zeichenlehrer an die Kantonsschule kam, anlässlich der 100-Jahr-Feier der KST und entsprach dem Bedürfnis Ehemaliger und Freunde der Schule, sich nicht aus den Augen zu verlieren. Von Beginn weg informierte der KVT seine Mitglieder mit einem gedruckten Jahresbericht über die Aktivitäten der Schule oder mit Texten der Ehemaligen aus aller Welt. Bis 1965 gestaltete Otto Schmid die meisten Cover der «KVT-Mitteilungen» mit Linolschnitt-Motiven rund um die Schule:

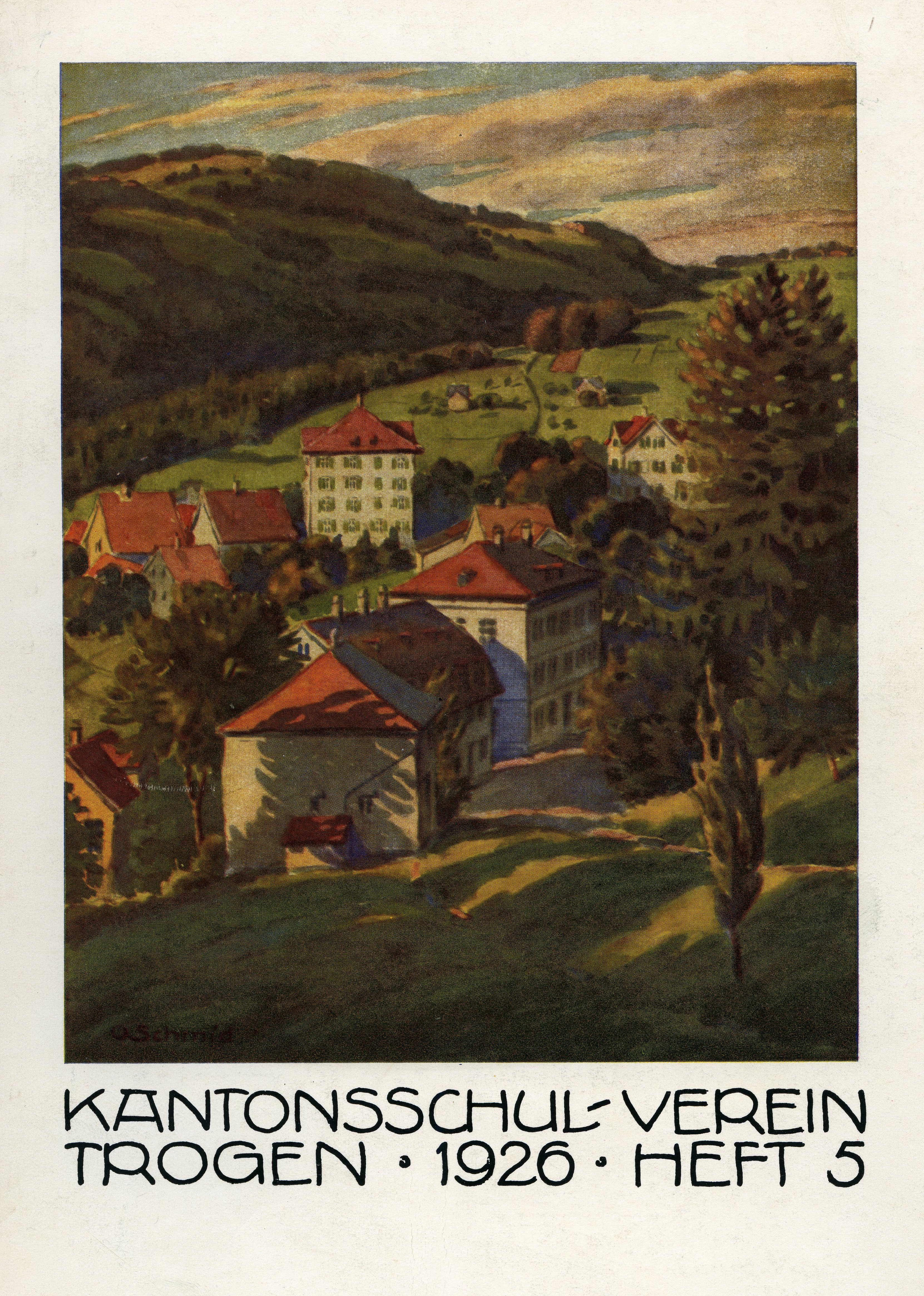
Titelbild 1926: Kantonsschulareal
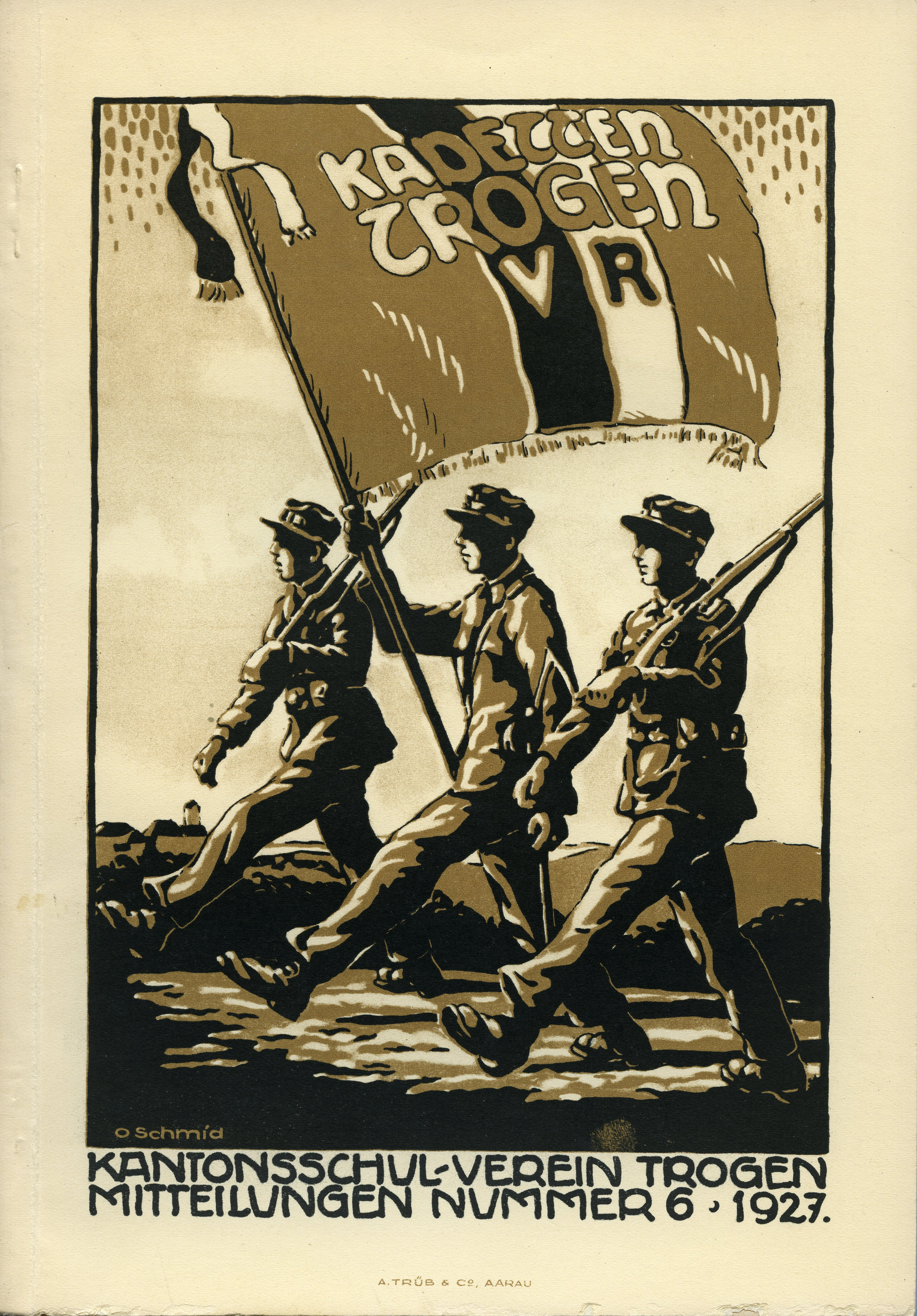
Titelbild 1927: Kadettenkorps Trogen
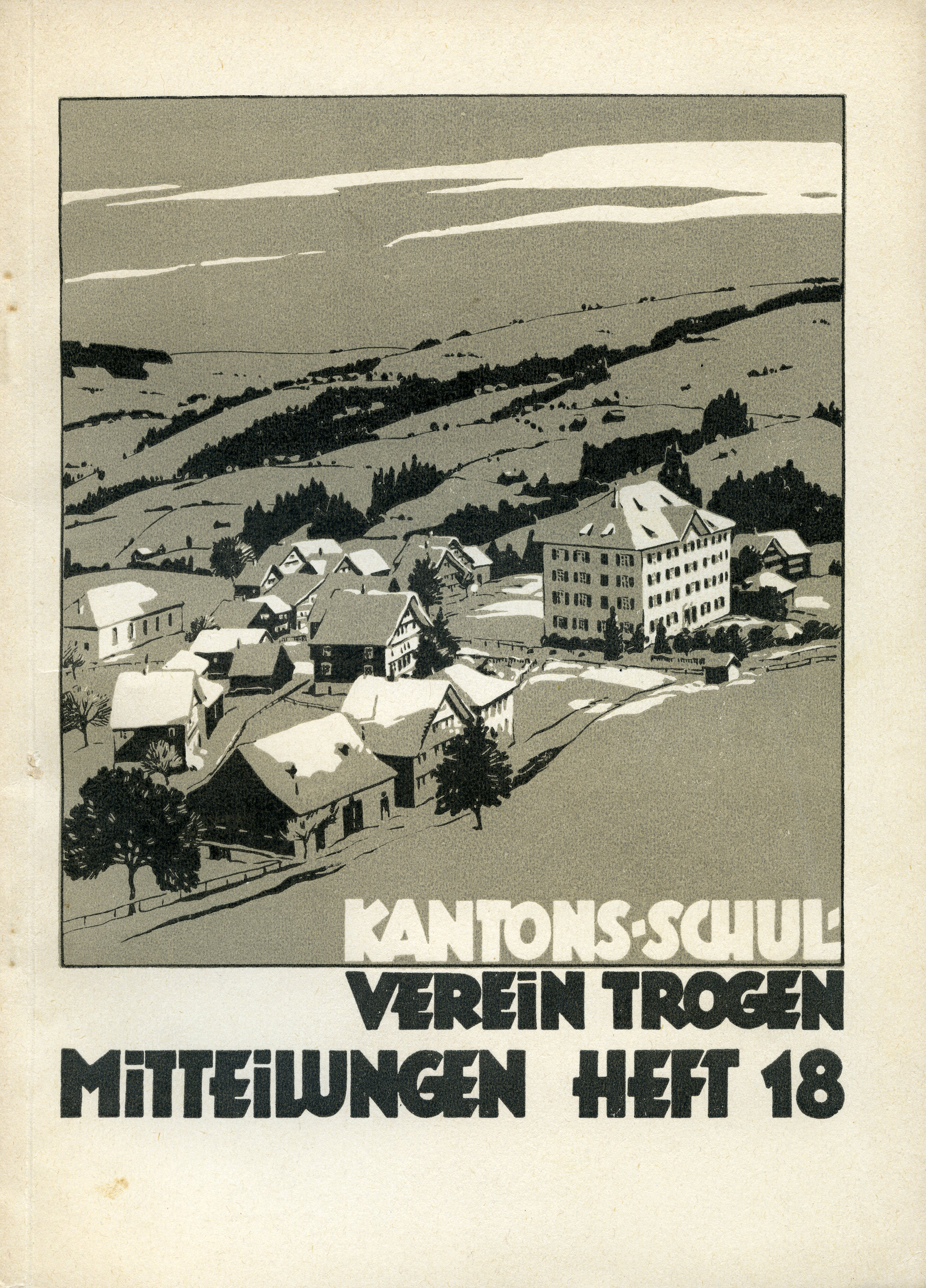
Titelbild 1939: Honnerlagscher Palast
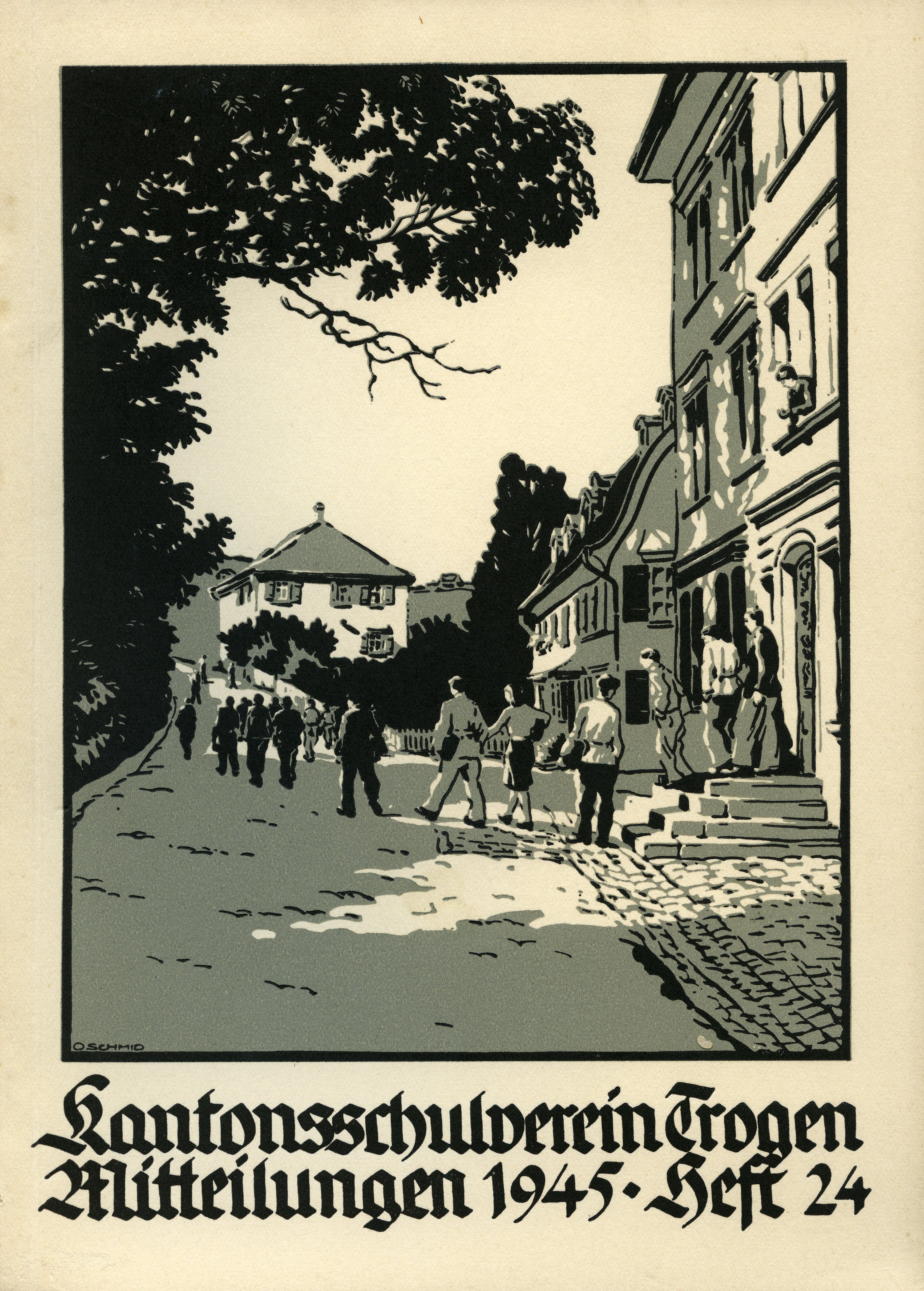
Titelbild 1945: Kantonsschulareal
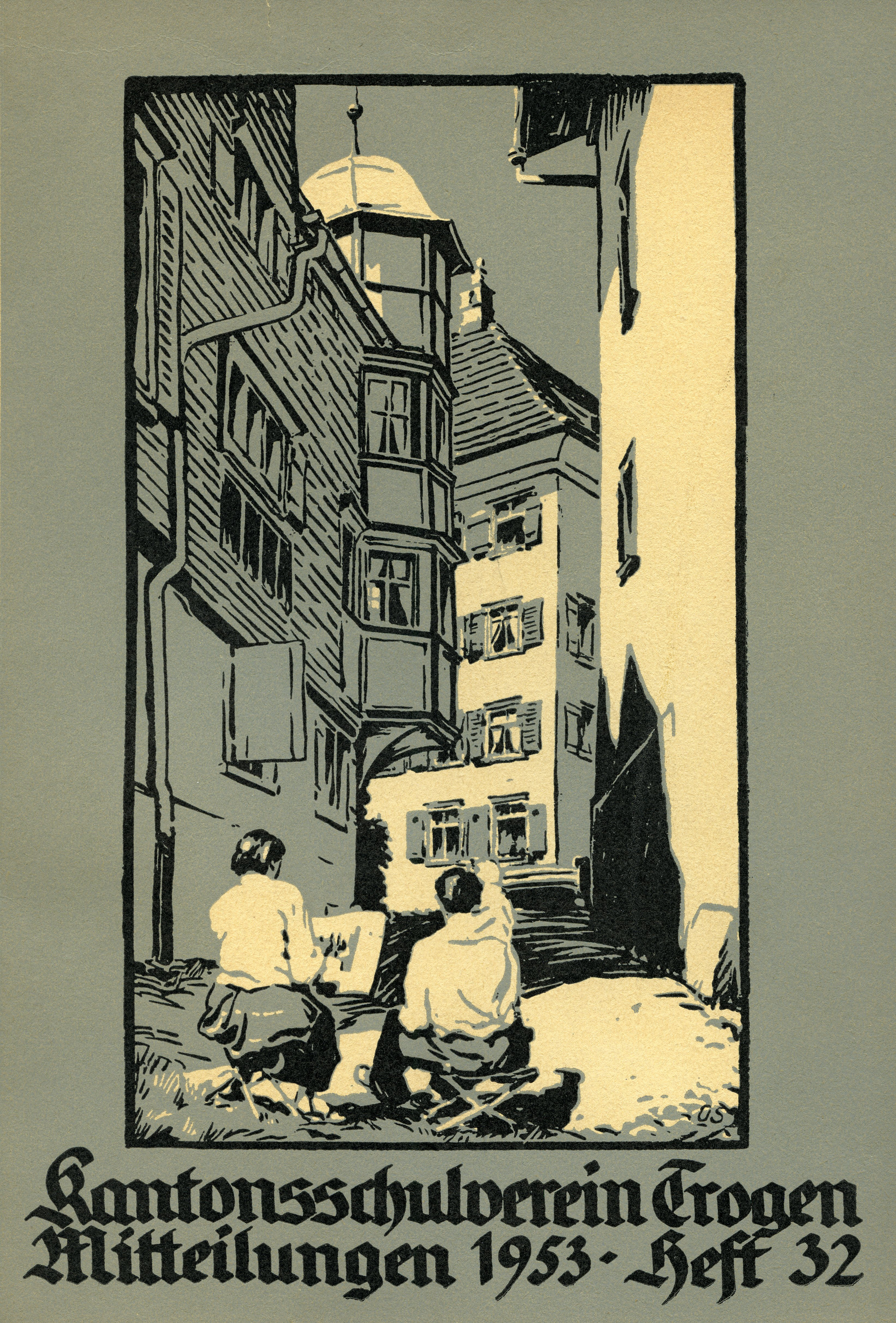
Titelbild 1953: Zeichenunterricht
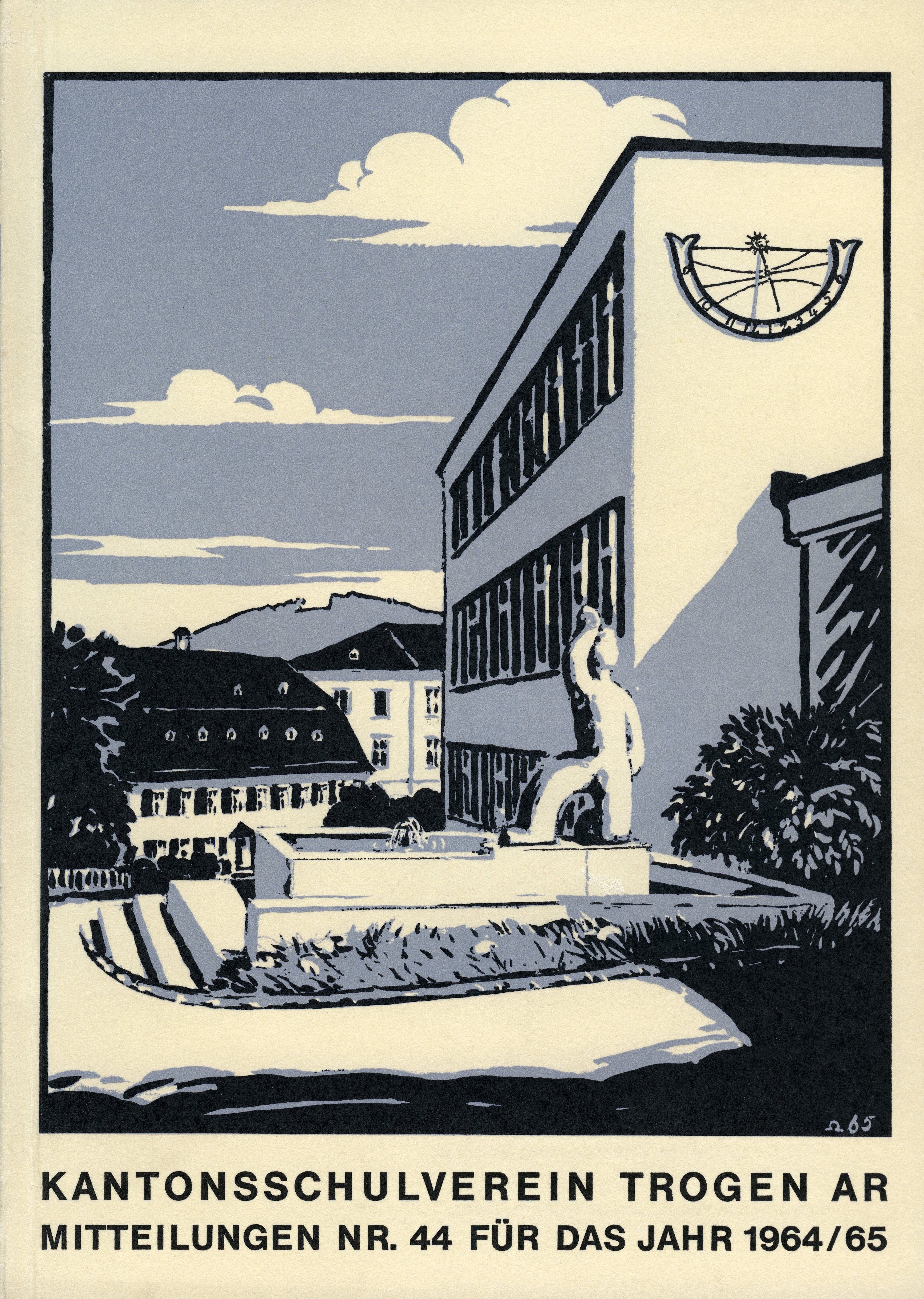
Titelbild 1965: «Annex» mit Brunnen und Sonnenuhr

### Fotografien

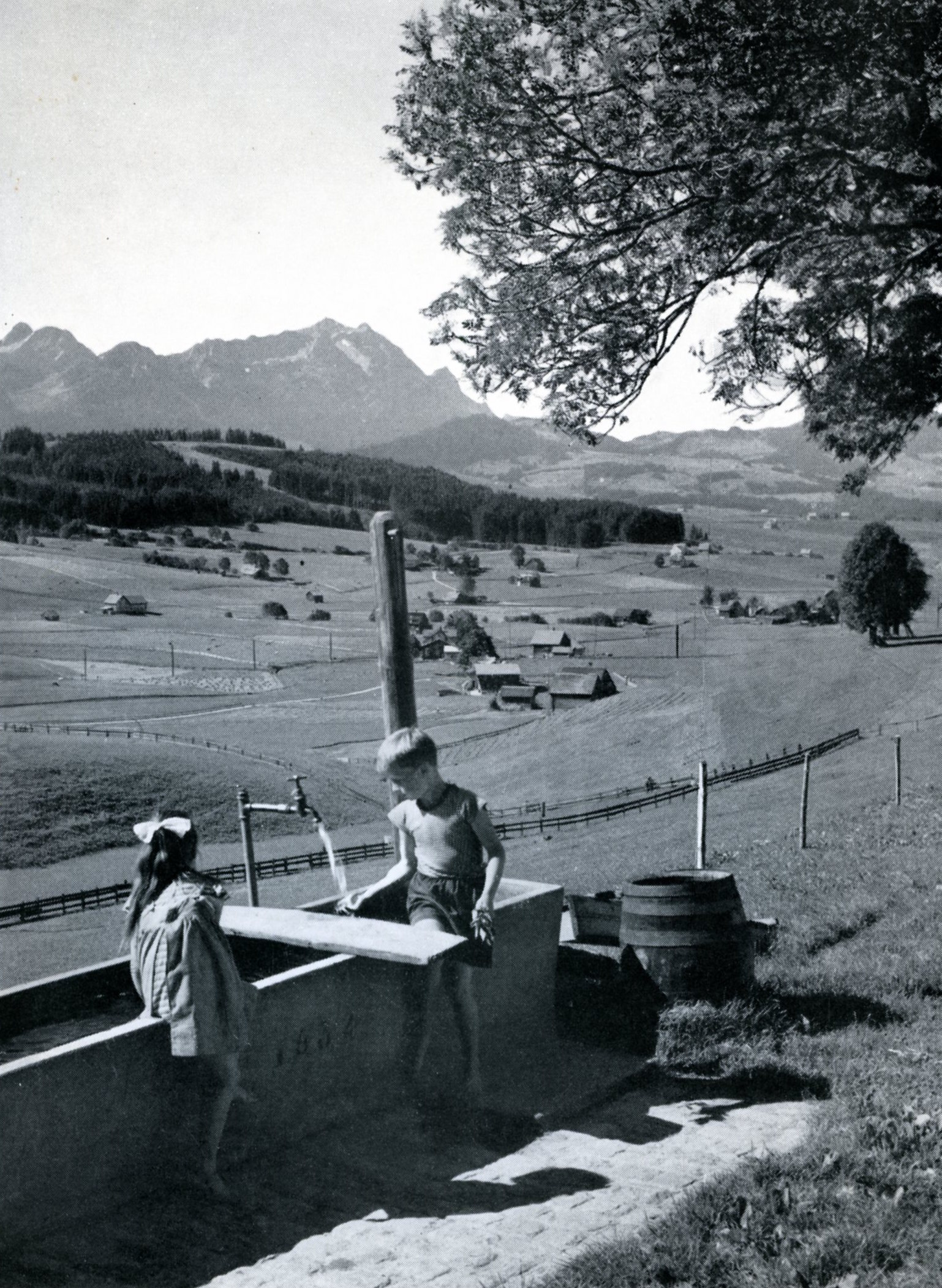
Appenzeller Landschaft. Fotografie von Otto Schmid für die KVT-Mitteilungen Nr. 33

Otto Schmid hatte eine überwältigende Zahl an Fotografien hinterlassen, schätzungsweise 30'000 bis 40'000. Er fotografierte sein Leben lang, insbesondere nach seiner Pensionierung und hatte somit wichtige Zeitzeugnisse zwischen 1910 und den 1970er-Jahren geschaffen. Schon früh stattete er sich mit komplizierten Apparaturen aus und stellte zwischen 1910 und 1920 Glasplatten-Aufnahmen her, und nachdem 1931 der Erweiterungsbau des «Roten Schulhauses» an der KST fertiggestellt war, richtete er in einem Nebenzimmer eine Dunkelkammer ein. Zu seinen Lieblingsmotiven gehörte seine unmittelbare Umgebung: Appenzeller Landschaften mit ihren typischen Streusiedlungen, Dörfern und Menschen. Aber auch im Aktivdienst während des Ersten Weltkrieges hatte er seine Kamera dabei. Dinge, die Schmid störten, wie beispielsweise seiner Meinung nach schlechte Umbauten, wurden von ihm ebenfalls abgelichtet. Eines seiner bekanntesten fotografischen Werke war das Säntis-Panorama. Nach dem Tod seines Schwiegervaters, des Säntisbahn-Gründers Carl Meyer, war er von 1947 bis 1972 im Verwaltungsrat der Säntisbahn tätig. Er wollte einerseits in Baufragen ästhetisch vertretbare Lösungen vorschlagen, andererseits den Säntis für Touristen möglichst eindrücklich wiedergeben. Er entschloss sich, die anspruchsvolle Wiedergabe der Aussicht mit dem Fotoapparat an die Hand zu nehmen und einzelne Aufnahmen zu einer Rundumperspektive zu verbinden. Das Fotopanorama wurde schliesslich in den 1960er Jahren als Werbeprospekt gedruckt. In der Broschüre zur Ausstellung «Otto Schmid – Professor Fadegrad» stand bezüglich seines fotografischen Schaffens: «Spannend sind seine Aufnahmen auch, weil er sich fotografisch des Alltags seiner Zeitgenossen annimmt und fast dokumentarisch deren Arbeiten und Vergnügen festhält. So gibt es Bilder, die Trogen zeigen, aber auf welchen auch der Milchmann, der Briefträger oder der Transporteur zu sehen sind. Er hält das Pfingstskirennen auf dem Säntis, das Kirschenernten im Schwänberg, das Autorennen auf die Landmark, das vergnügte Treiben im Trogener Schwimmbad oder die Bauarbeiten an der Bruderbachbrücke fest. Diese Bilder stellen […] wichtige und auch geschichtliche Zeugnisse dar. Und die meisten sind mit einem Gespür für eine ausgewogene Komposition aufgenommen.»

### Grafiken

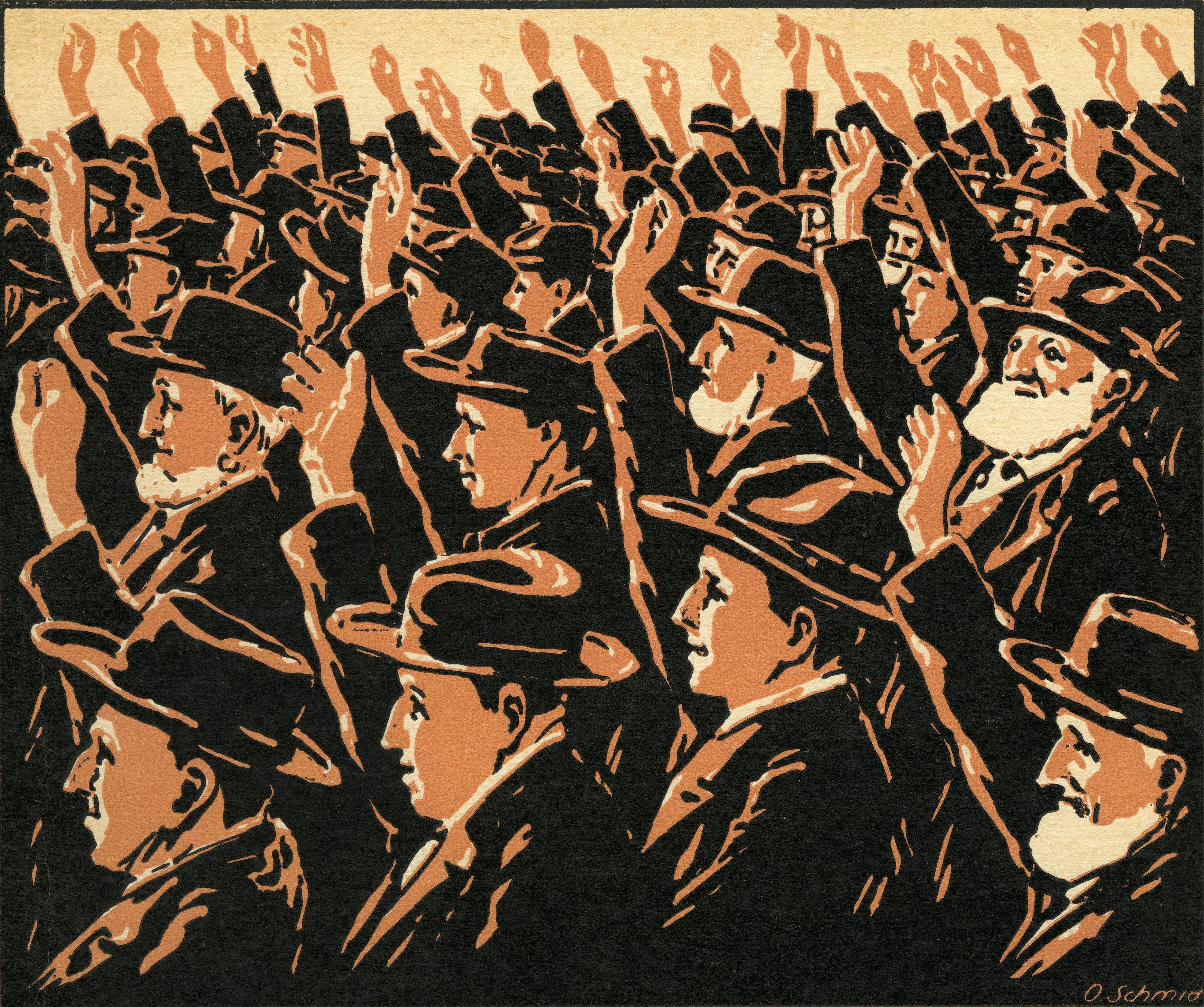
Landsgemeinde-Abstimmung zum Erweiterungsbau «Rotes Schulhaus» an der Kantonsschule. Linolschnitt für die «KVT-Mitteilungen», 1930

In Schmids Nachlass finden sich zahlreiche Zeugnisse seiner nebenberuflichen Tätigkeit als Gestalter und Werbegrafiker. Nebst Schülerurkunden und Lehrerdiplomen haben sich auch Entwürfe für Briefköpfe, Plakate für Privatschulen und Gasthäuser oder Werbebroschüren für Fremdenverkehrsorte erhalten. Daneben entwarf er für zahlreiche Vereine in der Umgebung Einladungs- und Programmkarten zu Veranstaltungen. Nicht zuletzt illustrierte er auch Publikationen, wie beispielsweise die jährlichen «KVT-Mitteilungen». Zu Schmids Auftragsgrafiken stellt Isabelle Chappuis fest: «Das Bezeichnende bei all diesen Arbeiten ist, dass er seine Handschrift völlig in den Dienst des Auftraggebers stellt, so unterschiedlich fallen die einzelnen Werke aus. Sie enthalten eine grosse Bandbreite von stilistischen Elementen, von rustikalen oder folkloristischen Motiven über sagenhaft-verträumte Figuren oder komplizierte wissenschaftliche Darstellungen bis hin zu moderneren, sehr reduzierten Sujets. Er profitiert auch von seinen umfangreichen technischen Kenntnissen: Vom Holzschnitt oder Kupferstich über die Pinsel- oder Federzeichnung, das Aquarell, die Gouache bis hin zur Fotografie ist fast alles in den Entwürfen für seine Auftragsarbeiten zu finden. Diese Motiv- und Technikvielfalt lässt sich einerseits mit dem allgemeinen stilistischen Wandel erklären, wohl aber auch mit seinem Wunsch, dem Wesen und den Wünschen des Auftraggebers möglichst zu entsprechen.»

## Heimatschutz

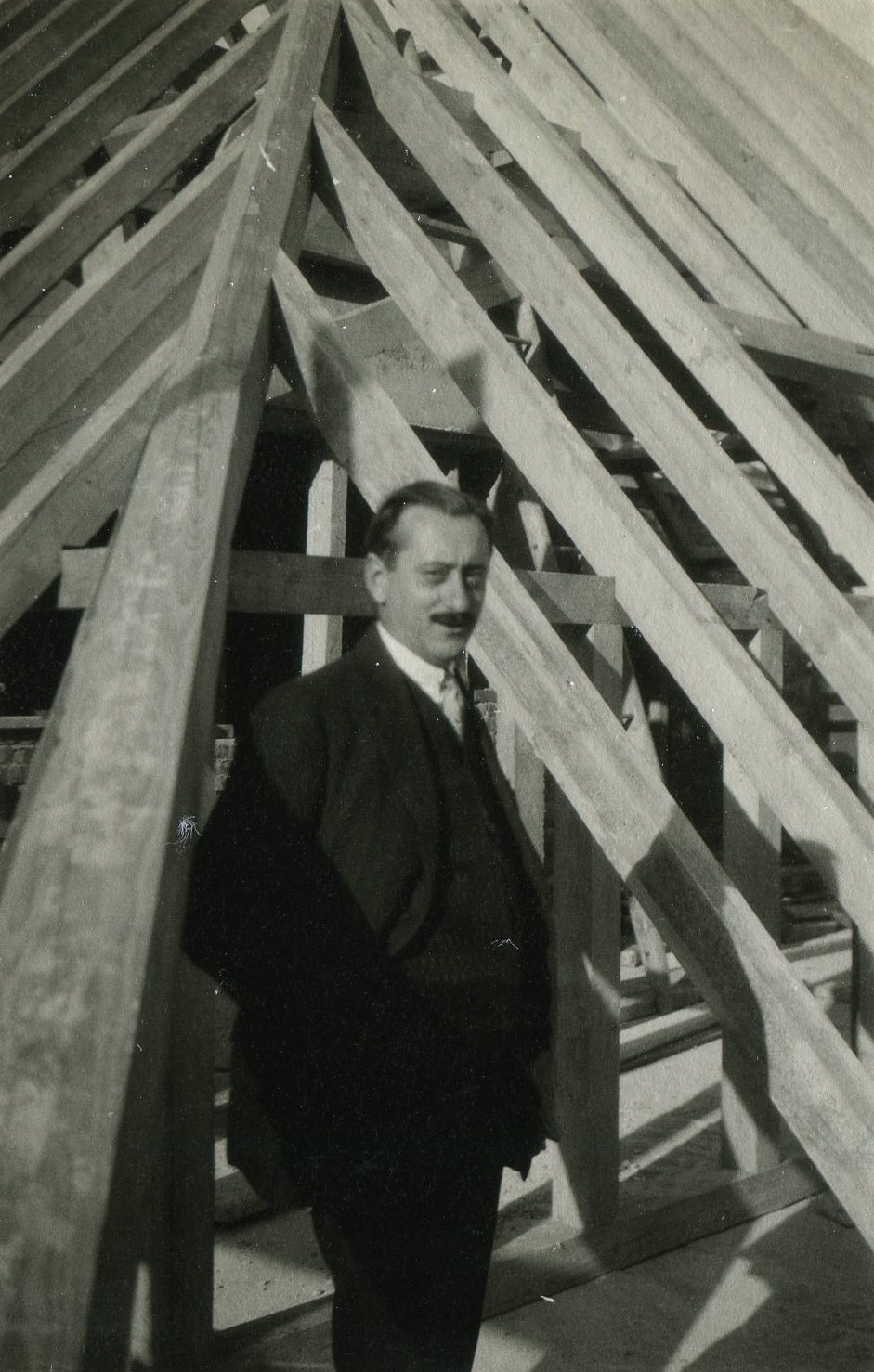
Otto Schmid in Dachstockrohbau des «Roten Schulhauses» der Kantonsschule Trogen, 1930

Über mehrere Jahrzehnte war Otto Schmid im Vorstand des «Heimatschutzes Appenzell Ausserrhoden» tätig, hatte stets ein waches Auge auf alles, was sich baulich veränderte oder neu entstand und hielt es, falls es ihm nicht behagte, mit der Kamera fest. In den 1930er Jahren wirkte er als Berater für das Denkmal von Johann Heinrich Tobler auf der Vögelinsegg oder in den 1960ern für dasjenige von Henry Dunant in Heiden. Walter Schläpfer schrieb zu Schmids Heimatschutztätigkeit: «Mit dem Gründer derselben, Obergerichtsschreiber Dr. Otto Tobler, war er der Meinung, dass durch sachkundige Beratung manches Unheil abgewendet werden könne, und so setzte er sich denn mit Rat und Tat ein, wenn es galt, appenzellische Dorfplätze durch abgestimmte Bemalung zu verschönern oder ein wertvolles Baudenkmal stilvoll zu erneuern. Otto Schmid war indessen kein Fanatiker des Heimatschutzes, aber gerade wegen seiner verständnisvollen Haltung hat er manches zustande gebracht, was der Heimat zur Zierde gereicht». Schmids Idee, die Häuser zu bemalen und privaten Hausbesitzern ein gemeinsames Farbkonzept zu unterbreiten, könnte von den um 1930 entstandenen farbenfrohen Fassadenmalereien von Johannes Hugentobler in der Hauptgasse von Appenzell herrühren. Waren die Häuser in Appenzell in kräftigen Farben bemalt, schlug Schmid vorwiegend gedämpfte Erdfarben vor, in Anlehnung an die Farbgebung des Appenzeller Hinterlandes, wo seit dem 18. Jahrhundert die Häuser oft mit einer hellen Farbe gestrichen wurden. Im Nachlass hat sich unter anderem auch ein Entwurf für die farbige Gestaltung des Dorfplatzes von Urnäsch erhalten. Schmids Einsatz für das Appenzellerland wurde immer wieder gewürdigt, so auch bei seiner Pensionierung 1956: «Wie Otto Schmid im Jahre 1922 nach seinen Lehr- und Wanderjahren das Appenzellerland wiedergefunden hat, so hat auch das Appenzellerland ihn gefunden. […] Durch seine eifrige und sehr fruchtbare Tätigkeit im Appenzellischen Heimatschutz ist er bald in allen Gemeinden bekannt geworden. Da und dort rief man ihn zur Lösung von mannigfacher ästhetischen Problemen, und so wurde er allmählich zu einer Art ästhetischen Gewissens des Appenzellervolkes. […] Man holt Otto Schmid, wenn es gilt Häuser oder die Trogenerbahn neu zu bemalen, Dorfplätze zu erneuern. […] Besonders in der Pflege der Dorfplätze und speziell der Landsgemeindeplätze hat ihm das Appenzellerland das meiste des in den letzten Jahren Erreichten zu verdanken.»

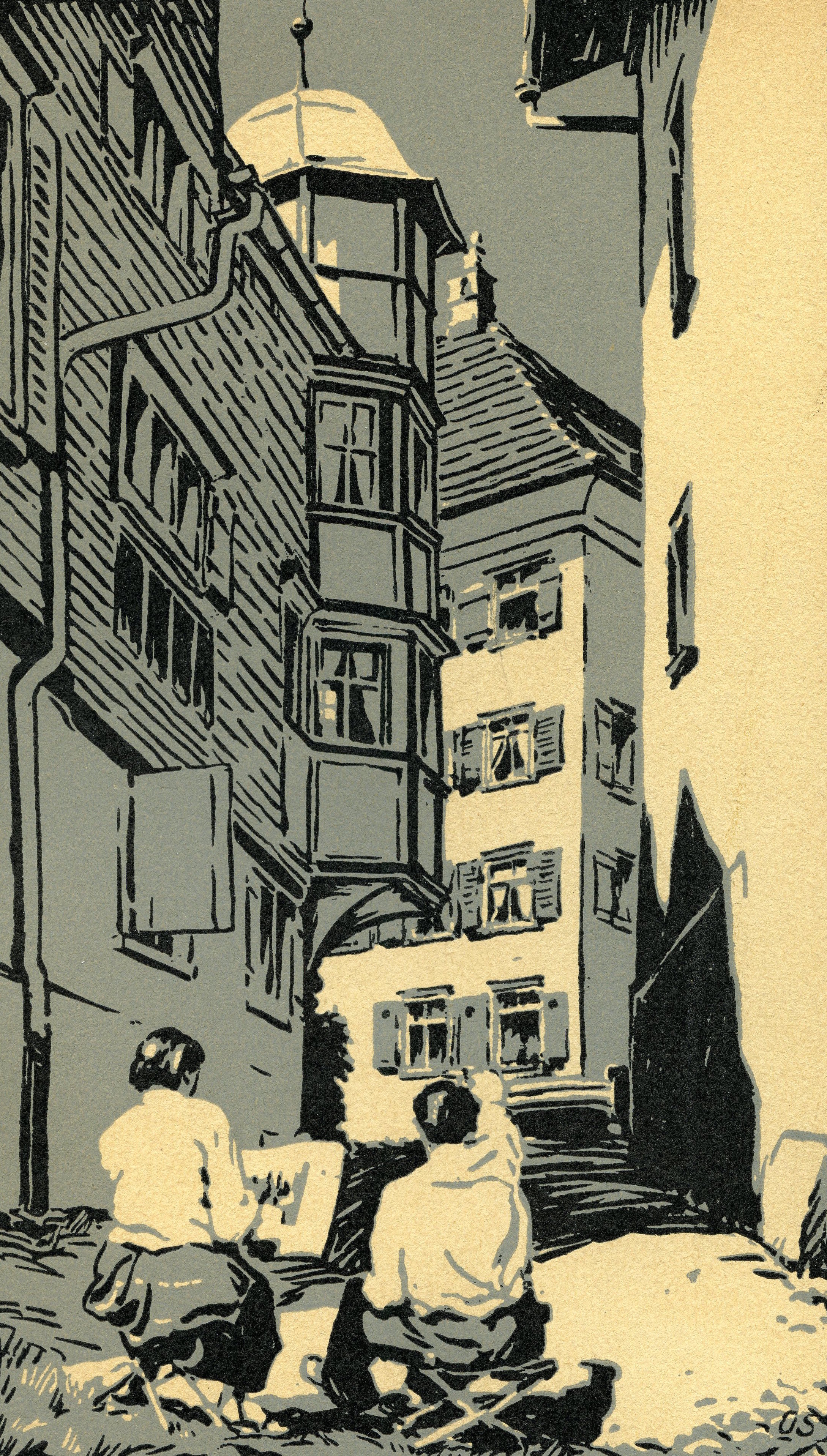
Schüler beim Skizzieren im Erkergässli in Trogen. Linolschnitt 1953

## Ausstellungen
- Otto Schmid – Professor Fadegrad. 13. Mai bis 23. Oktober 2016 im Museum für Lebensgeschichten in Speicher